# San Vito dei Normanni
San Vito dei Normanni (Santu Vitu in dialetto locale, fino al 29 gennaio 1864 chiamata San Vito) è un comune italiano di 17 805 abitanti della provincia di Brindisi in Puglia.
Si trova nel Salento settentrionale, a circa 9 km dalla costa adriatica.

## Geografia fisica
Il comune sorge nella parte nord-orientale della pianura salentina, non distante dalla valle d'Itria. La morfologia del territorio è pianeggiante, solo leggermente ondulata al confine con i comuni di Carovigno e Ostuni.
È situato a 9 km dalla costa adriatica, l'approdo più vicino è lido Specchiolla, frazione del comune di Carovigno. Inoltre San Vito dista 5 km dal centro visite del parco di terra e di mare di Torre Guaceto, sito in Serranova, frazione di Carovigno, 9 km dalla spiaggia della riserva naturale, e a 12 km dalla torre sul mare che dà il nome all'area protetta. Il mar Ionio si trova invece a circa 45 km.
La sua altitudine è intorno ai 100 m s.l.m. precisamente tra 57 e 146 metri. Il punto più alto del centro urbano si trova nella contrada Castello d'Alceste, 119 m s.l.m.

### Territorio

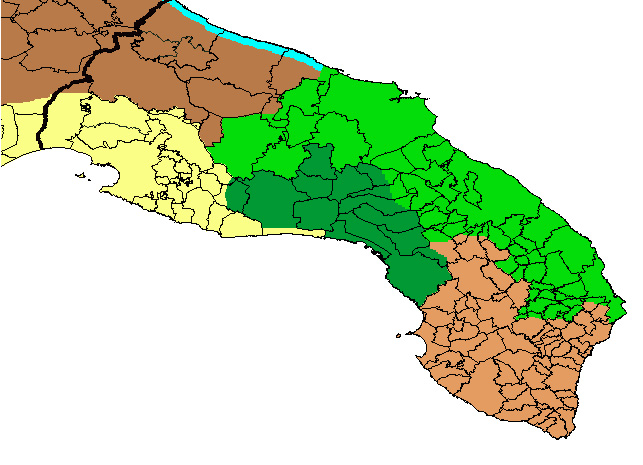
La pianura salentina per zone podologiche

Il terreno sanvitese presenta natura calcarea, è caratterizzato da campi a coltura intensiva, ricco di querce e olivi secolari e suddiviso con muretti a secco utilizzati per separare i poderi.

### Clima
La stazione meteorologica più vicina è quella di Brindisi. In base alle medie di riferimento trentennale (1961-1990), la temperatura media del mese più freddo, gennaio, si attesta attorno ai +9,5 °C, mentre quella del mese più caldo, agosto, si aggira sui +25 °C. Le precipitazioni medie annue, inferiori ai 600 mm, presentano un minimo in primavera ed estate ed un picco in inverno.
| Brindisi                           | Mesi | Mesi | Mesi | Mesi | Mesi | Mesi | Mesi | Mesi | Mesi | Mesi | Mesi | Mesi | Stagioni | Stagioni | Stagioni | Stagioni | Anno  |
| Brindisi                           | Gen  | Feb  | Mar  | Apr  | Mag  | Giu  | Lug  | Ago  | Set  | Ott  | Nov  | Dic  | Inv      | Pri      | Est      | Aut      | Anno  |
| ---------------------------------- | ---- | ---- | ---- | ---- | ---- | ---- | ---- | ---- | ---- | ---- | ---- | ---- | -------- | -------- | -------- | -------- | ----- |
| T. max. media (°C)                 | 12,7 | 13,2 | 15,0 | 18,0 | 22,0 | 25,8 | 28,5 | 28,6 | 25,9 | 21,6 | 17,4 | 14,1 | 13,3     | 18,3     | 27,6     | 21,6     | 20,2  |
| T. min. media (°C)                 | 6,3  | 6,6  | 7,9  | 10,1 | 13,7 | 17,6 | 20,4 | 20,6 | 18,2 | 14,7 | 10,5 | 7,6  | 6,8      | 10,6     | 19,5     | 14,5     | 12,9  |
| Precipitazioni (mm)                | 60,2 | 63,1 | 73,4 | 35,0 | 28,7 | 19,4 | 10,3 | 25,3 | 45,6 | 71,0 | 74,2 | 68,1 | 191,4    | 137,1    | 55,0     | 190,8    | 574,3 |
| Giorni di pioggia                  | 9    | 8    | 8    | 6    | 4    | 3    | 2    | 3    | 4    | 6    | 7    | 9    | 26       | 18       | 8        | 17       | 69    |
| Umidità relativa media (%)         | 78   | 75   | 74   | 72   | 70   | 71   | 70   | 72   | 74   | 76   | 77   | 77   | 76,7     | 72       | 71       | 75,7     | 73,8  |
| Eliofania assoluta (ore al giorno) | 3,9  | 4,4  | 5,3  | 6,7  | 8,6  | 9,9  | 10,8 | 9,8  | 8,0  | 6,2  | 4,4  | 3,6  | 4,0      | 6,9      | 10,2     | 6,2      | 6,8   |

- Classificazione climatica di San Vito dei Normanni[11]:
  - Zona climatica C;
  - Gradi giorno 1234.

## Origini del nome

Lo stemma della Casa d'Altavilla.

L'origine del nome della città dovrebbe essere attribuito al fatto che gli Schiavoni o Slavoni, per scampare alle persecuzioni dei Saraceni, cercarono fortuna sull'opposta costa dell'Adriatico, decidendo di stanziarsi sul finire del 963 nei fertili territori pugliesi, fondando così col nome "Castrum Sancti Viti" la città in onore di San Vito martire. Da allora la città venne chiamata semplicemente Santo Vito, San Vito degli Schiavoni (poi abbreviato in degli Schiavi), o anche San Vito in Terra d'Otranto. Dopo l'Unità d'Italia, per voto municipale del 27 ottobre 1862, seguito e approvato dal R.D. del 13 dicembre 1863, San Vito degli Schiavi assunse l'attuale denominazione: San Vito dei Normanni in onore alla stirpe di colui che viene considerato il fondatore del borgo medioevale, Boemondo d'Altavilla (1050-1111), figlio di Roberto il Guiscardo.

## Storia

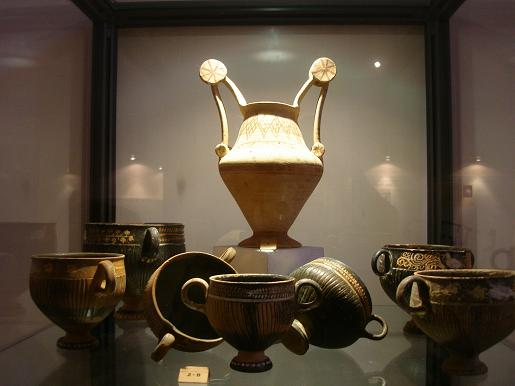
Ceramica Messapica, Centro documentazione messapica della vicina Oria

L'origine di San Vito è controversa. Reperti archeologici con i resti di trenta sepolture e varie ceramiche datate 1800 a.C. - 1700 a.C. in località Mondescine, attesterebbero che la zona era abitata già durante l'età del bronzo. Inoltre, recentemente sono stati ritrovati insediamenti preistorici (XVIII- IV secolo a.C.) nelle contrade Castello e Paretone.
Il borgo del centro invece risale al Medioevo (fine del X secolo) presumibilmente ad opera di una colonia di Schiavoni o Slavoni (emigrati dalla Slavonia, regione orientale della Croazia) scampata alle persecuzioni dei Saraceni, i quali decisero di stanziarsi nei fertili territori di San Vito fondando il “Castrum Sancti Viti”.
Altri studiosi ritengono che la città sia stata fondata dal normanno Boemondo d'Altavilla (1050 - 1111 d.C.), figlio di Roberto il Guiscardo, il quale, per assecondare il suo amore per la caccia, ordinò la costruzione della torre quadrata, ancora oggi esistente.
Il piccolo borgo originario si accrebbe sul finire del Medioevo quando la torre normanna garantiva la sicurezza e molti coloni da casali vicini si trasferirono a San Vito per sottrarsi ai continui attacchi dei Saraceni. Questa relativa tranquillità diede anche l'opportunità ai Sanvitesi di sviluppare i traffici commerciali e dominare sul territorio circostante. Fu solo nel XV secolo che l'antico casale venne organizzato a Comune, anche se continuò l'organizzazione feudale e l'asservimento regio. Il comune appartenne agli Altavilla, successivamente ai Sambiase, poi a Raimondo Orsini Del Balzo e quindi ai Dentice di Frasso.
Dal XV secolo in poi il paese cominciò ad ingrandirsi, occupando man mano le zone circostanti, estendendosi verso nord e verso est. Nel 1484 fu saccheggiata dai Veneziani.
Nel 1571, durante le Crociate, un manipolo di Sanvitesi prese parte alla battaglia di Lepanto contro l'Impero ottomano; al ritorno in patria in onore della vittoria conquistata, venne costruita la chiesa Matrice, per poi dedicarla quindi alla Madonna della Vittoria.
Nel 1799 la popolazione aderì agli ideali della Repubblica Napoletana; nel corso dell'Ottocento la città fu sede di vari circoli aderenti alla carboneria.
Durante la prima guerra mondiale dal novembre 1916 arriva la 103ª Squadriglia.
Durante il Ventennio fascista conobbe un notevole sviluppo urbanistico: furono edificati molti importanti edifici come la scuola elementare I Circolo con la pineta cittadina, la sede del Municipio, e il palazzo delle Poste italiane. Nel 1927 venne istituita la provincia di Brindisi nella quale rientra San Vito. Nel 1943 ospitò re Vittorio Emanuele III il quale cercava di sfuggire agli eventi di Liberazione, ripiegando a Brindisi con il governo del maresciallo Pietro Badoglio. Nei primi anni sessanta l'industria petrolchimica che si aggiungeva alle imprese meccaniche e aeronavali di Brindisi hanno assorbito molti lavoratori sanvitesi, trasferendoli dal lavoro nei campi alla catena di montaggio.
L'apertura della San Vito Air Station in un punto strategicamente nevralgico durante la guerra fredda, poi ridimensionata e chiusa con la caduta del muro di Berlino, ha contemporaneamente creato lavoro tra i locali e accolto migliaia di lavoratori americani.
Oggi San Vito conosce un processo di terziarizzazione dell'economia e punta sullo sviluppo e la commercializzazione di prodotti locali di qualità, nonché usare le risorse del territorio per sviluppare il turismo.

### Simboli
Lo stemma e il gonfalone di San Vito dei Normanni sono stati riconosciuti con decreto del capo del governo del 17 giugno 1929.
Lo statuto comunale descrive lo stemma della città in questo modo:
Lo stemma cittadino raffigura un cane che porta in bocca un ramoscello di olivo, simbolo di pace. Il ramoscello d'ulivo allude non soltanto al fatto che San Vito è stata dichiarata "città della pace", ma rappresenta anche l'olio. Sullo sfondo, una torre, che rappresenta la prima struttura costruita nel borgo medioevale.
Il gonfalone ha la seguente descrizione:
La stoffa sarà inchiodata per il lato corto superiore ad un'asta orizzontale con pomi artisticamente dorati alle due estremità e sospesa mediante lacci dello stesso, con fiocchi simili pendenti dai due lati del gonfalone ad un'asta verticale ricoperta di velluto rosso con bullette di metallo dorato a spirale e cimata da una freccia con gambo dello stesso, con lo stemma del Comune. Sul gambo della freccia sarà inciso il nome del Comune stesso. Cravatta e nastri tricolori dai colori nazionali, frangiati d'oro»

## Monumenti e luoghi d'interesse

### Architetture religiose

#### Chiesa di Santa Maria della Vittoria

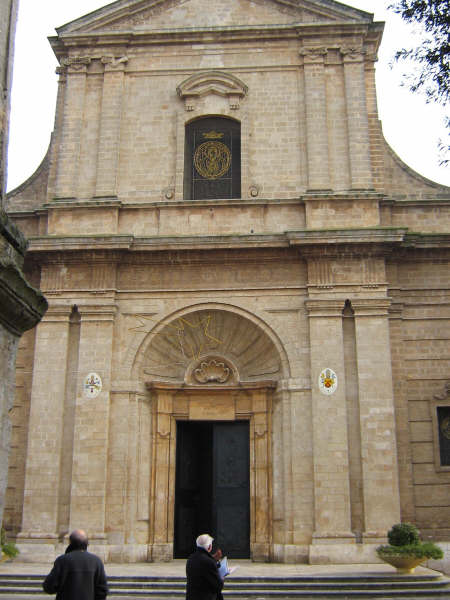
Facciata della Chiesa Madre

Santa Maria della Vittoria, chiamata in città semplicemente la "Chiesa madre", è l'edificio sacro più rilevante della città. Presenta un impianto a croce latina con tre navate, transetto e un profondo presbiterio. All'interno vi si possono trovare tele come l'icona della Nikopeia, raffigurante la Vergine che annunzia al papa Pio V la vittoria sui Turchi, e una statua d'argento che rappresenta San Vito.
All'interno della basilica vi è la Porta santa, aperta nell'ottobre 1995 in occasione delle celebrazioni per il quarto centenario della chiesa, dando inizio all'Anno Santo Giubilare della Chiesa, occasione per presentare anche il nuovo altare in legno, opera, insieme a tutto l'arredo del presbiterio, di Flavio Pancheri.
Il 26 ottobre 1996, papa Giovanni Paolo II, nel corso di un'udienza speciale alla Arcidiocesi di Brindisi-Ostuni, ha incoronato solennemente l'icona della Madonna Nicopeia. Lo stesso pontefice ha proclamato la chiesa Basilica pontificia il 30 dicembre 1998.
La Basilica annovera, tre statue del Santo Patrono Vito Martire, rispettivamente in argento, in cartapesta e in legno. La prima è possibile vederla solo nella ricorrenza del 15 giugno, quando ha luogo una solenne processione cittadina per le vie del centro storico. Quella lignea è la più utilizzata e la si espone in varie occasioni dell'anno.

#### Chiesa di San Giovanni Evangelista

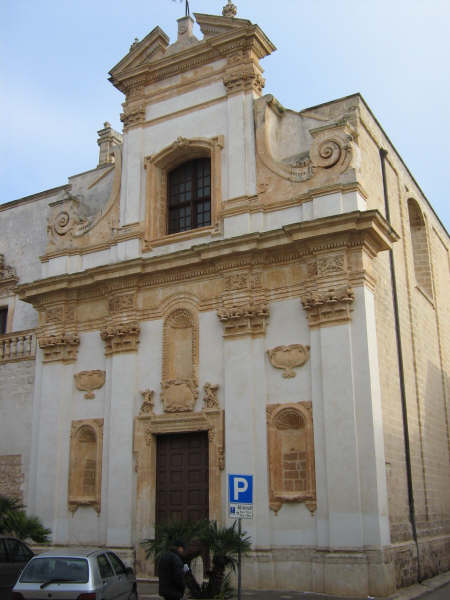
Esempio di Barocco: la chiesa di San Giovanni

La facciata, movimentata da quattro lesene con capitelli corinzi, è in pietra leccese. Nella chiesa vi sono sei tele pregevoli di cui due inserite in una struttura lignea comprendente cornice e baldacchino, le altre quattro sulle pareti laterali, sono del leccese Serafino Elmo. La chiesa, ormai sconsacrata, fu "venduta" dalla famiglia Dentice di Frasso alla cifra simbolica di 10 000 lire al Comune di San Vito. Oggi ospita mostre e incontri culturali.

#### Chiesa Santa Maria degli Angeli
La "Chiesa vecchia", fu costruita intorno al XV secolo. Successivi interventi sono avvenuti nel 1696 e nel 1763. Presenta una semplice facciata, contrassegnata da sei lesene con un portale ed una finestra ovale con cornici aggettanti. Nei suoi interni degni di nota sono gli altari laterali in pietra, l'altare maggiore in marmo policromo, un Crocifisso in legno del XVI secolo e una tela del 1809 realizzata da Domenico Carella.

#### Chiesa di Santa Maria della Mercede
La Chiesa di San Francesco risalirebbe al 1735 fu voluta dal principe Fabio Belprato. Sul finire dell'Ottocento, con la venuta dei Padri Mercedari, fu ingrandita notevolmente con una cupola, il presbiterio e un annesso convento. La facciata presenta quattro lesene con capitelli ionici, due nicchie in cui sono collocate le statue della Madonna della Mercede e di San Francesco da Paola. All'interno si può ammirare un coro in legno di gran pregio, i candelabri in ferro battuto e la statua, sempre in legno, di San Francesco.

#### Chiesa di Santa Maria delle Grazie
Il Convento è così chiamato dai sanvitesi perché, sino al 1868, confinante con il convento dei Frati Minori Francescani. Fu costruita nel 1586 per volere del principe Lucio II Palagano, con un'unica navata. Poi, con un successivo intervento nel 1700, ne fu aggiunta una seconda, e nel 1898 una terza. La facciata presenta solo il portale e due finestre centrali. Negli interni, sono situati nove altari laterali in pietra e delle tele raffiguranti la Crocifissione e l'Immacolata. Inoltre, nelle navate laterali, vi è la Pietà, di un autore ignoto, la Provvidenza e San Salvatore da Orte, dell'artista francescano locale fra' Giacomo da San Vito.

#### Chiesa dell'Annunziata
Detta anche chiesa di San Domenico a causa della presenza del vicino convento dei Domenicani fino al 1809. La chiesa fu edificata intorno al 1584 su un suolo donato da un devoto, presenta una facciata cuspidata con due lesene laterali, una finestra centrale e un portale opera di qualche scultore locale. Nel 1984 il crollo di due navate causò la chiusura per restauro che durò un decennio. Oggi, ricostruita grazie all'aiuto dei fedeli, è riaperta al culto ed è possibile ammirare i sei altari laterali, in pietra, del Settecento e l'importante tela del 1769 che ritrae l'Annunciazione, realizzata dall'artista Domenico Carella.
Tra le varie statue presenti nell'edificio si segnalano due trespoli settecenteschi della Madonna: un'Addolorata ed una Madonna del Rosario, titolare di un'omonima confraternita che da secoli opera in questa chiesa. Degno di nota è poi un Sacro Cuore in cartapesta dell'artista leccese Manzo, autore di alcuni Cristi dei "Misteri di Taranto" e soprattutto due opere settecentesche, una lignea ed una in cartapesta, che raffigurano San Vincenzo Ferreri, compatrono della città.

#### Chiesa di San Michele Arcangelo
Costruita nel 1928 per volontà di Concetta Carlucci in seguito ad una visione in cui veniva invitata a risvegliare il culto del Santo nella città. La struttura, molto semplice, è stata arricchita recentemente da un portale bronzeo sovrastato da una lunetta con un bassorilievo raffigurante san Michele Arcangelo, opera dello scultore Cosimo Giuliano da Latiano e da una statua che raffigura Concetta Carlucci.

#### Altre chiese
- Chiesa di Santa Maria della Pietà, detta anche "chiesa dell'Ospedale";
- Chiesa di Santa Rita;
- Chiesa di Santa Teresa.

#### Insediamenti rupestri
Numerosi sono gli insediamenti rupestri nel territorio sanvitese realizzati da monaci bizantini fuggiti da Oriente perché perseguitati a causa del loro culto. Trovarono rifugio nel territorio sanvitese, risalendo il canale Reale e stabilendosi in armonia con i contadini del luogo.

##### Grotta di San Biagio
San Biagio, che si trova nei pressi dalla masseria Jannuzzo, è un santuario monastico bizantino collocato villaggio rupestre. La chiesa, di rito ortodosso, è stata ricavata all'interno di una grotta. Presenta anche le celle destinate ai monaci, tuttavia nel tempo ha subito notevoli trasformazioni. Come tutte le chiese scavate lungo l'ultimo tratto della via Francigena, il santuario di San Biagio presenta al suo interno affreschi votivi dedicati a santi tipici del culto orientale come san Biagio, san Nicola e sant'Andrea ma anche santi latini, come san Giorgio, san Giacomo e san Giovanni. Le iscrizioni poste sulle iconografie, sono tutte in greco tranne una: quella di san Nicola, la quale presenta anche l'iscrizione in latino in segno di unità religiosa tra la chiesa ortodossa e quella latina.

##### Altri insediamenti
Cripta di San NicolaSan Nicola, in contrada San Nicola-Malpasso, si trova a metà strada tra San Vito e Serranova. La cripta e le quattro grotte annesse sono situate in una piccola vallata, in parte scavata nella roccia, in parte costruita in tufo. All'interno si trova l'immagine di San Nicola e sulle pareti in tufo si notano tracce di affreschi.
Cripta di San GiovanniSan Giovanni è un insediamento rupestre composto da diverse grotte, di cui alcune parzialmente crollate, nelle quali sono state ritrovate due piccole celle con tracce di graffiti. Un'altra, quasi completamente interrata, è divisa in sette bracci laterali che confluiscono in un corridoio centrale. La cripta presenta, inoltre, un pilastro centrale su cui poggiano tre archi a tutto sesto. La parte affrescata, risalente presumibilmente al XIII secolo, si trova nell'abside centrale.
Cripta di Santa Maria di San Giacomo al casaleSanta Maria si trova nell'omonimo antico casale che fu abbandonato già nel XV secolo. Scoperta in seguito al recente ripopolamento del casale sotto l'antica chiesa, all'interno presenta un affresco della Vergine col Bambino.

### Architetture civili

#### Reperti archeologici
Negli anni novanta, appena fuori dal centro abitato, precisamente in contrada Castello d'Alceste, sono state ritrovate tracce di costruzioni risalenti all'età del ferro e, successivamente alla terza campagna di scavi, un ampio insediamento messapico presumibilmente risalente al periodo tra il VII e IV secolo a.C..
La zona archeologica è stata oggetto di alcune campagne di scavi realizzate dall'amministrazione comunale di San Vito dei Normanni, la Soprintendenza Archeologica di Taranto e il Dipartimento di Beni culturali dell'Università del Salento.

### Architetture militari

#### Castello

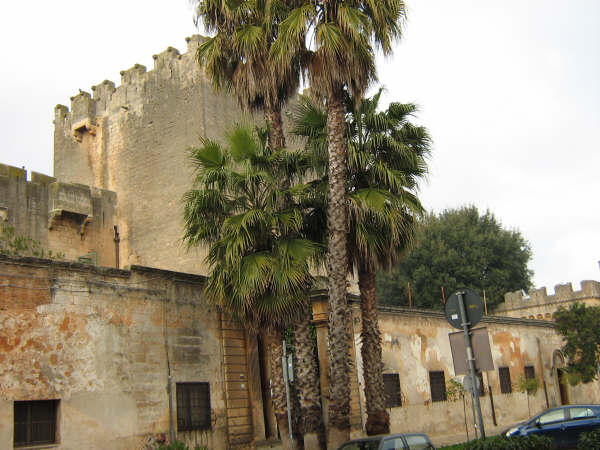
La torre quadrata del Castello di San Vito

Il castello Dentice di Frasso, di fattura medievale, con la sua torre quadrata, si affaccia sulla piazza principale del paese, proprio di fronte al Municipio.
L'accesso originario avveniva attraverso un ponte levatoio che si abbassava dalla finestra situata sulla porta della cappella. La prima costruzione fu senz'altro la torre, ritenuta di età normanna e risalente al XII secolo. Costruita da Boemondo d'Altavilla nell'XI secolo, si trovava in una posizione strategica sulla via consolare che da Carovigno passava per il casale di San Vito e giungeva per la via Vecchia per Oria. Essa, perfettamente integra, ancora oggi domina il territorio di San Vito. La torre presenta merli di tipo guelfo e aperture strette che consentono l'illuminazione dei tre ambienti interni posti l'uno sopra l'altro.
Intorno alla torre vi è un ampio cortile in cui si affaccia la costruzione cinquecentesca della residenza, caratterizzata da una serie di beccatelli ed eleganti finestre rettangolari. Il castello fu probabilmente costruito in origine come residenza di caccia, essendo una volta il territorio di San Vito completamente ricoperto da boschi. L'ingresso al palazzo è costituito da un arco a sesto acuto, sulla cui sommità è collocato lo stemma della famiglia Dentice. Notevole la scalinata in pietra che conduce ad una veranda colonnata, su cui poggiano tre archi a tutto sesto.
Nel suo interno conserva sale decorate, tele, trofei di caccia e l'Archivio Storico, recentemente restaurato. Ancora oggi il castello è di proprietà privata e abitato dai discendenti della famiglia Dentice di Frasso.

### Altro

#### Piazze principali

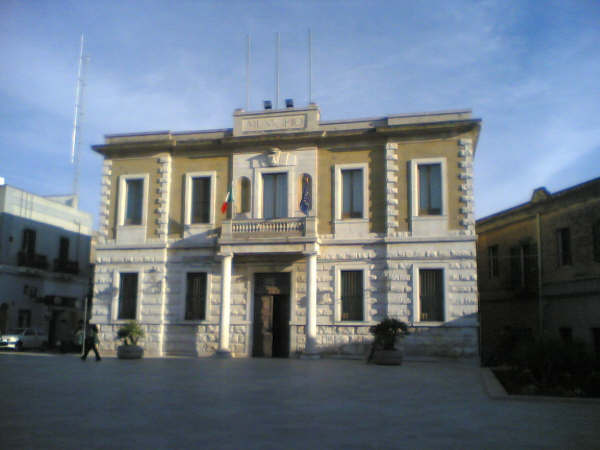
Il palazzo del Municipio

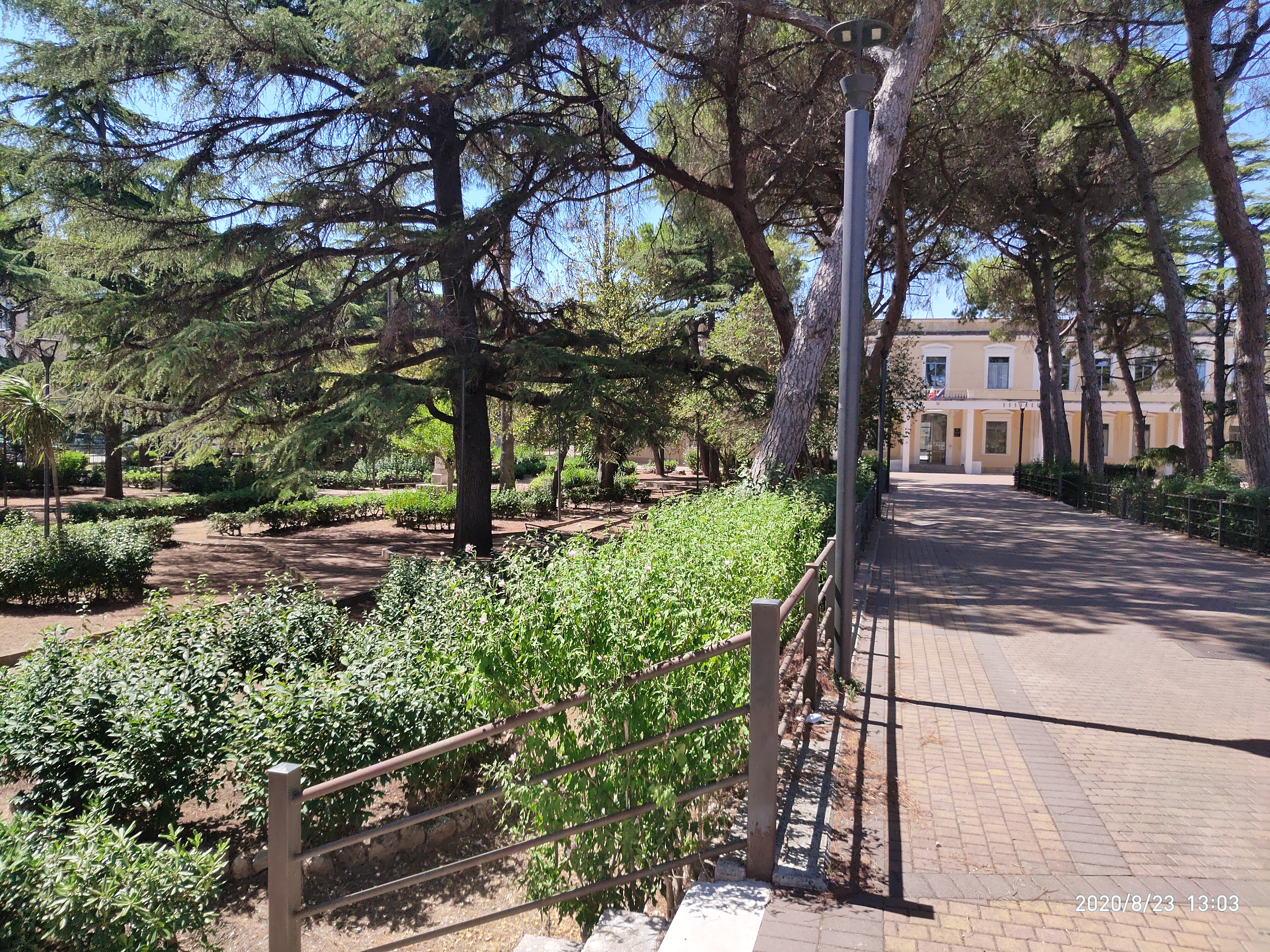
Scorcio della Villa Comunale

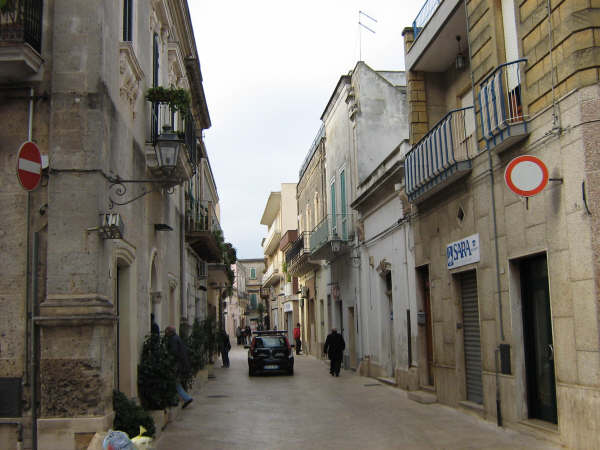
Una veduta del Corso Leonardo Leo

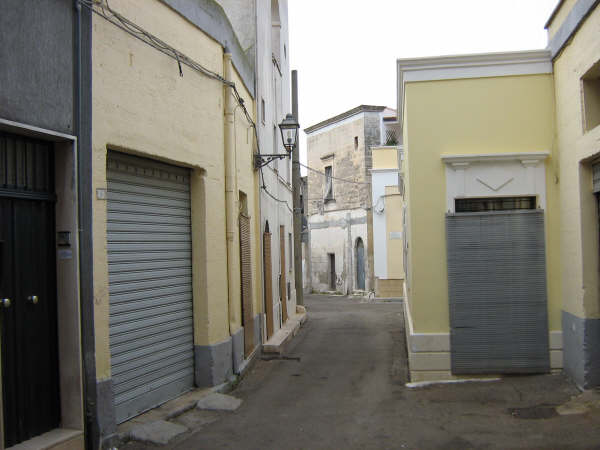
Inizio delle stratodde - Centro Storico

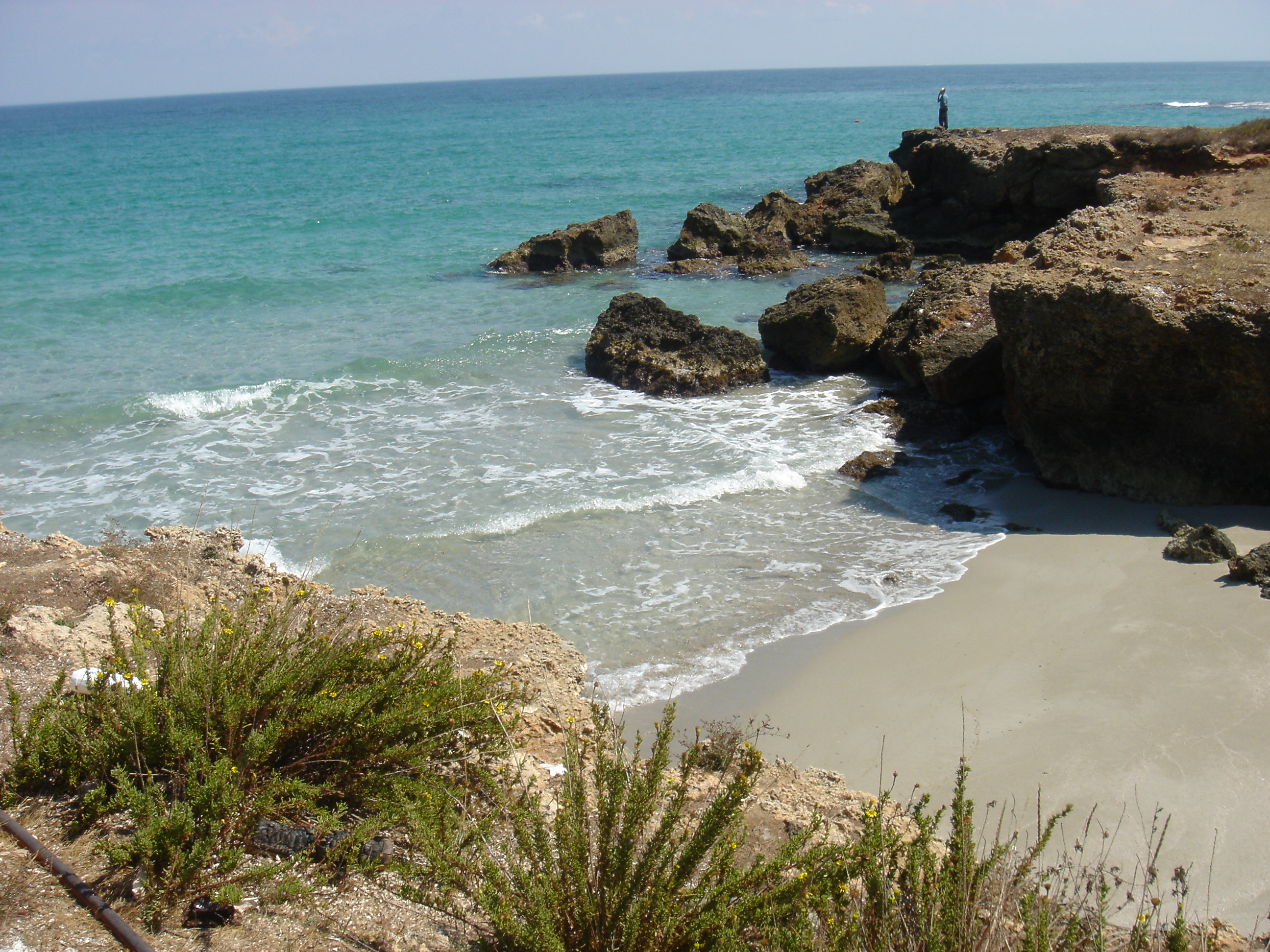
Una spiaggia di Specchiolla, frazione del comune di Carovigno

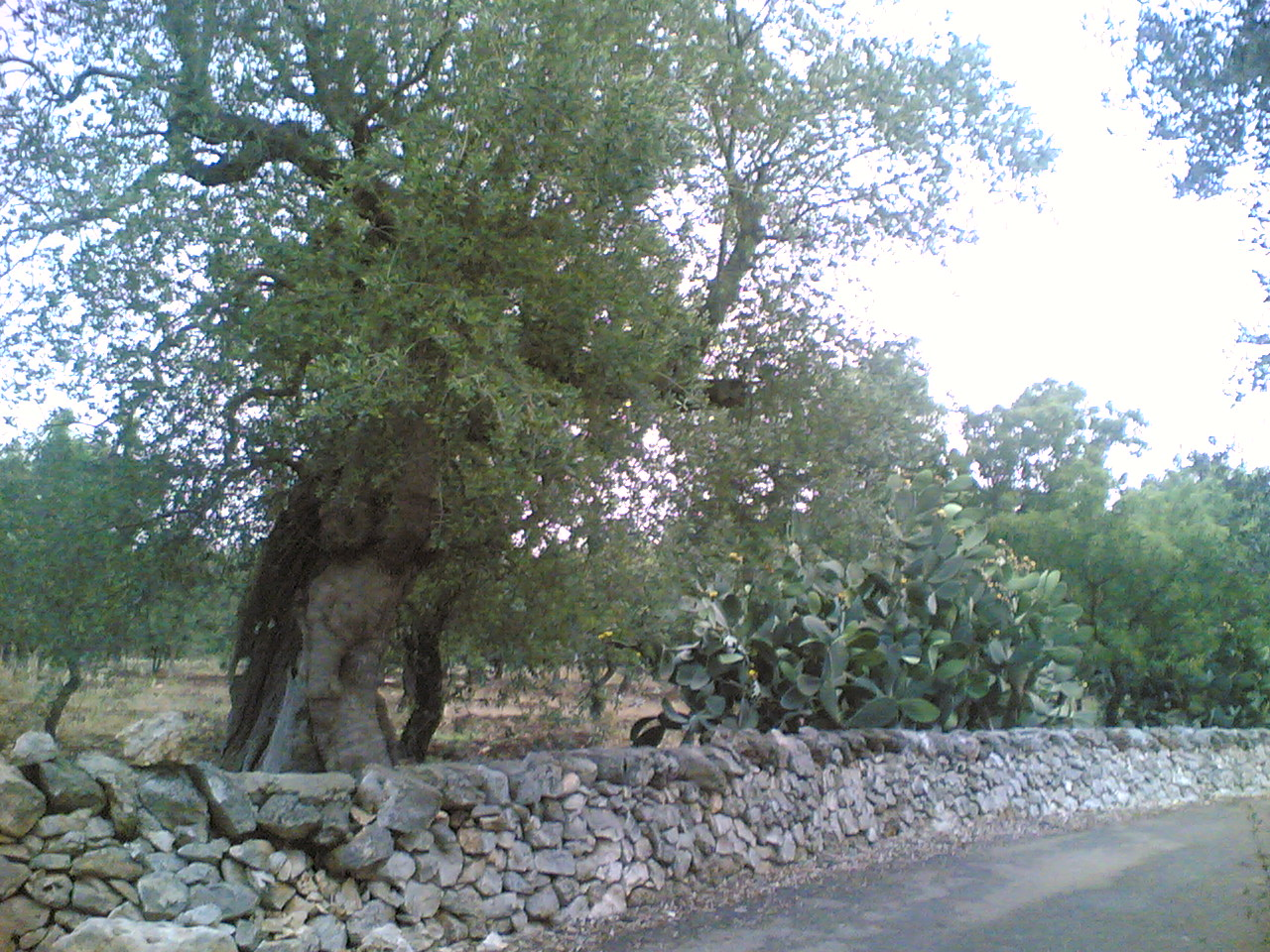
Campagna di San Vito dei Normanni, contrada Ammazzaciucci

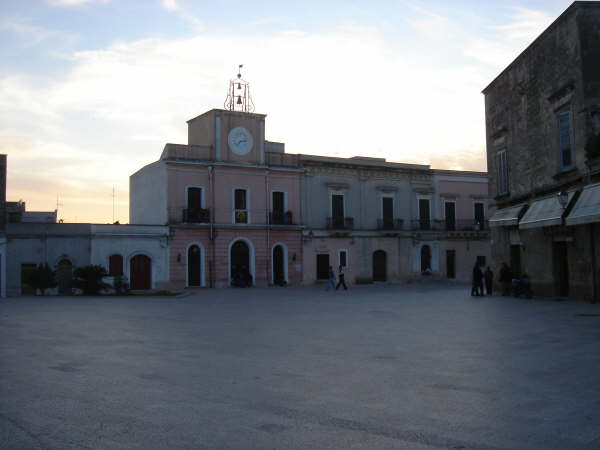
Piazza Leonardo Leo

Piazze nel centro storico
- piazza Papa Giovanni Paolo II[25];
- piazza Leonardo Leo;
- piazza Giosuè Carducci.

Piazze della parte moderna
- piazza J. e R. Kennedy;
- piazza Lanza del Vasto;
- piazza Sandro Pertini;
- piazza Aldo Moro;
- piazza Arturo Toscanini.

### Luoghi naturali

#### La Villa comunale
L'unico polmone verde della città è la Villa Comunale, chiamata dai Sanvitesi la Pineta a causa della presenza di grandi pini marini, vi si possono trovare anche numerose palme. Il parco è al centro della città e circonda la scuola primaria I circolo.

#### Natura e ambiente circostante
A pochi chilometri dalla città si trova Torre Guaceto, del vicino comune di Carovigno (BR) una Riserva Naturale WWF dello Stato la cui estensione è di circa 1200 m² e un fronte marino che si sviluppa per circa 8 000 m. L'area marina è rappresentata da un rettangolo ideale, con una profondità media di 3 000 metri, attraversata e divisa dalla Strada statale 379.

## Società

### Evoluzione demografica
Abitanti censiti

Il comune dalla fine del XX secolo è interessato da una decrescita della popolazione residente dovuta alla diminuzione del tasso di natalità.

### Etnie e minoranze straniere
Secondo i dati ISTAT al 1º gennaio 2022 i cittadini stranieri residenti a San Vito dei Normanni erano 454.

### Dialetto
Il Sanvitese è il dialetto brindisino appartenente alla famiglia salentina, e quindi al meridionale estremo. La particolarità è che San Vito si trova non distante da comuni il cui dialetto comincia a essere influenzato dal barese o tarantino (ostunese e cegliese).

### Tradizioni e folclore

#### Realtà culturali
Di notevole rilevanza è nella città il circolo mandolinistico che insegna la tecnica sanvitese di suonare la pizzica "alla barbiere".

#### Le rezze

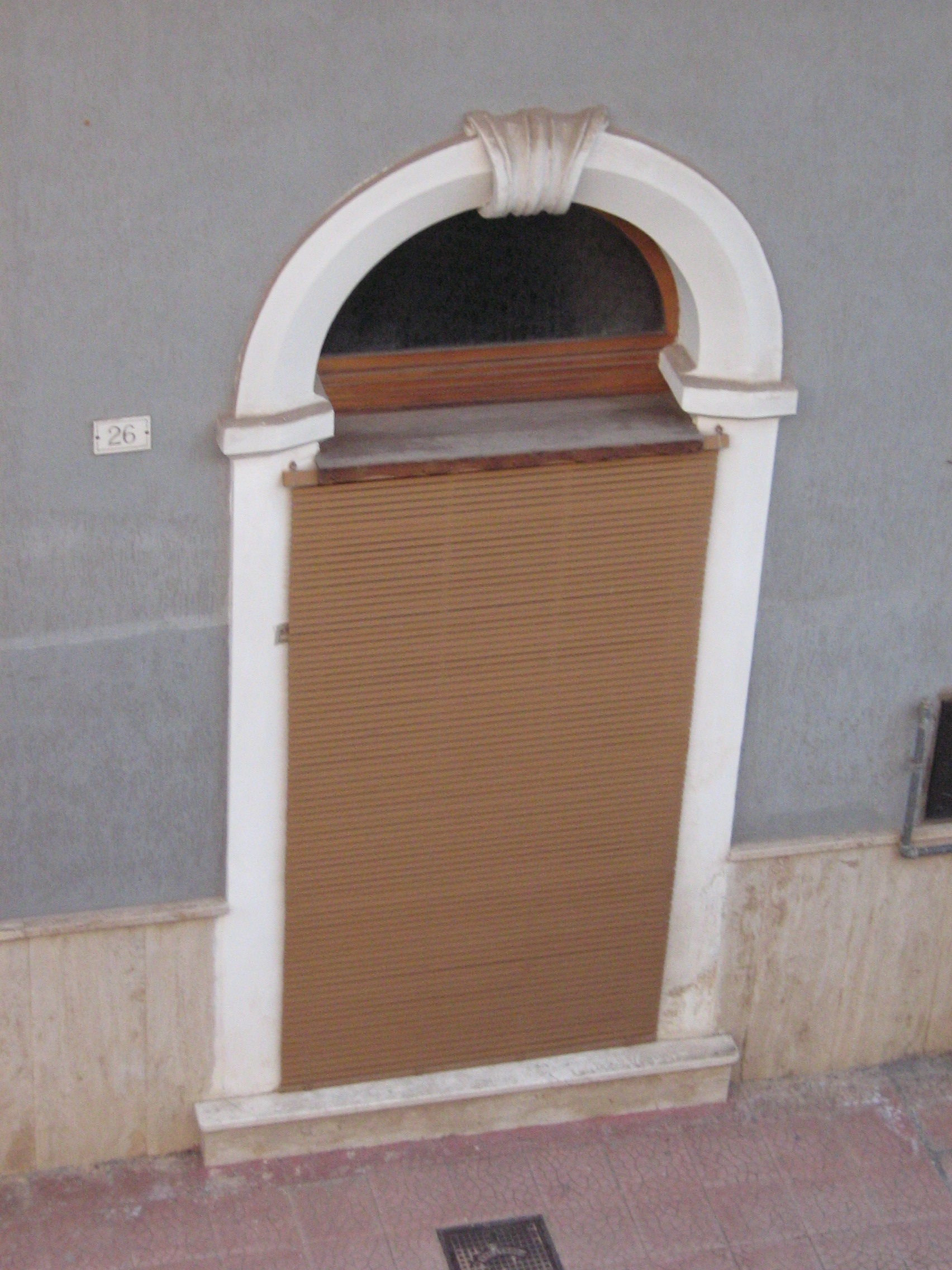
La tipica rezza sanvitese

Le Rezze (da Rètia in latino, rete) sono una sorta di tenda posizionata davanti all'uscio di quasi tutte le case per proteggere lo stesso dai forti raggi del sole, ma anche dalle intemperie invernali. La "rezza" è composta da targhette sottili di legno poste orizzontalmente e parallele l'una all'altra, lasciando solo pochi millimetri di spazio.
Le rezze, possono essere di diversi colori: viola, verde, giallo, marrone e beige.
La tradizione sanvitese usa l'espressione "Vecchia cretu la rezza" (donna anziana dietro la rezza) per esprimere la volontà di vedere, anzi spiare, senza essere visti.

#### La 'nciuria
La 'nciuria è quel soprannome che ha una valenza di scherno e che viene dato agli abitanti di una qualsiasi cittadina salentina dagli abitanti dei comuni vicini.
Il soprannome dei sanvitesi è "mulacchiuni", cioè "grandi muli". Il motivo della 'nciuria dipenderebbe dal fatto che i sanvitesi hanno un atteggiamento poco aperto alle differenze, alle novità e alle idee del prossimo.

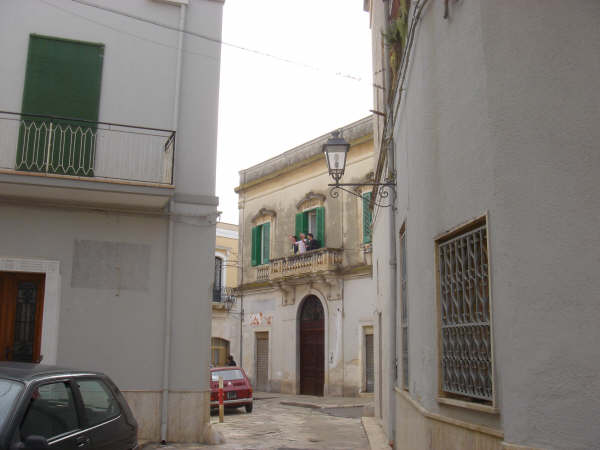
Scorcio del centro storico, le stratodde

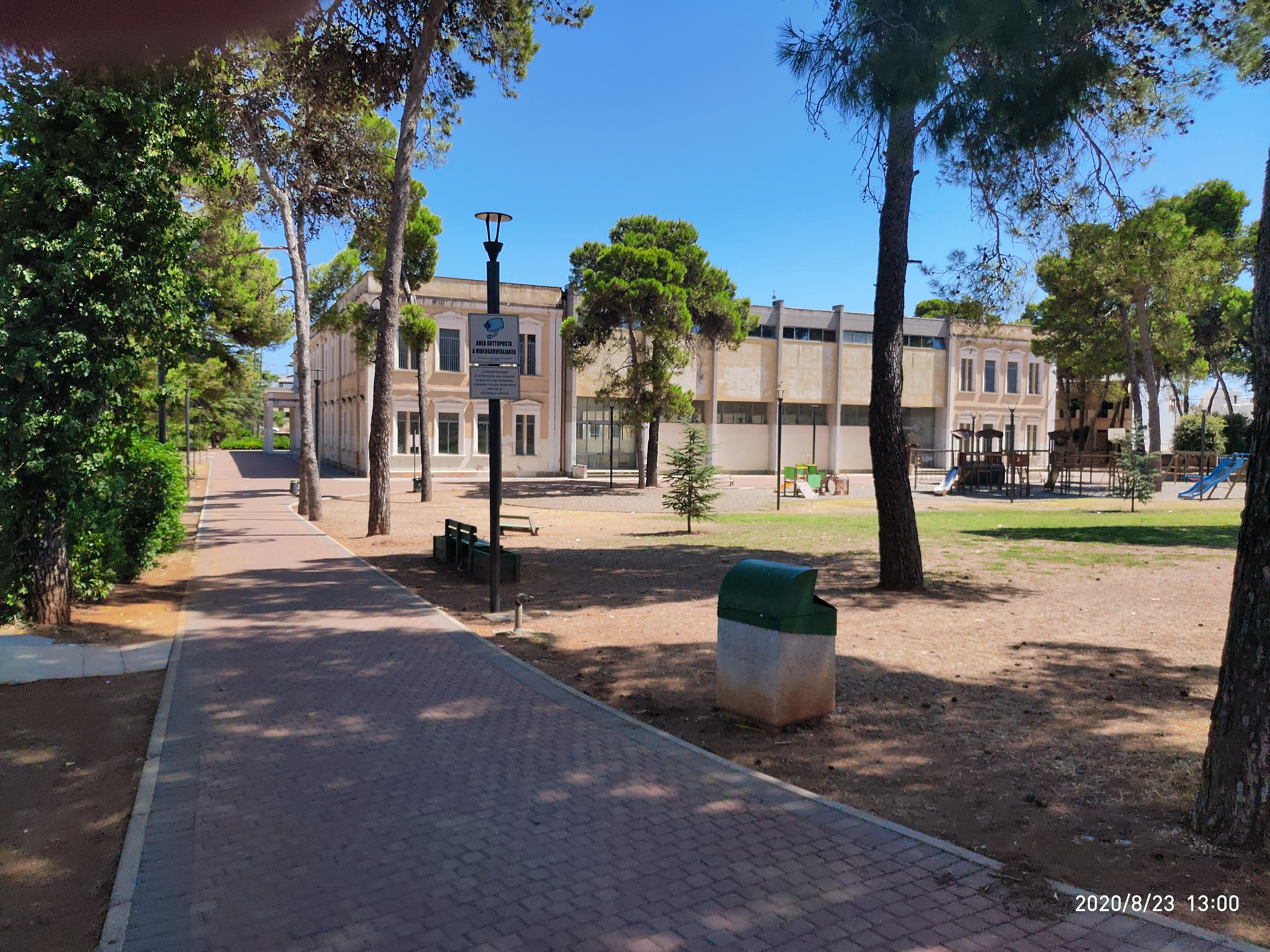
I grandi pini marini della villa comunale

## Cultura

### Istruzione

#### Biblioteche

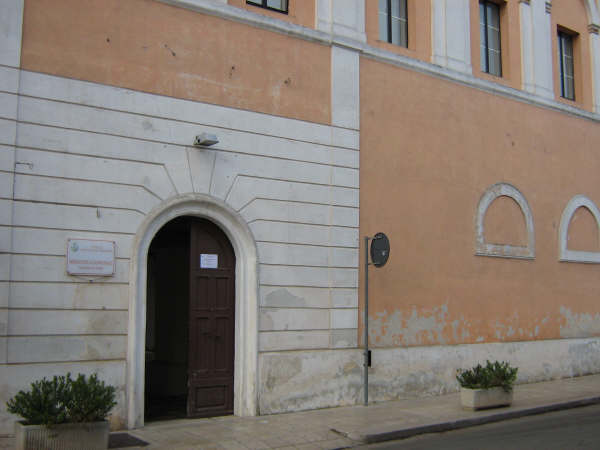
La Biblioteca Comunale

Biblioteca Comunale "Giovanni XXIII"La biblioteca comunale è la prima biblioteca cittadina, fondata dai frati Domenicani nel loro convento. Essi possedevano un patrimonio di migliaia di libri rilegati in pelle e ordinati in nove grandi armadi. Dal 1809 i frati abbandonarono il convento e molte opere andarono perdute. Nel 1946, il sindaco Vincenzo Trizza nominò una commissione di intellettuali per creare una nuova biblioteca. Costoro donarono 750 volumi e venne ordinato l'acquisto di 450 libri di classici, due enciclopedie e raccolte di libri di autori conterranei. Nel 1962 fu costituita l'attuale biblioteca a causa di Angelo Pagliara, che inviò lettere alle più alte cariche dello Stato e della Chiesa per chiedere l'invio di materiale librario. Papa Giovanni XXIII donò tre volumi dei suoi discorsi con firma autografa e, quindi, la biblioteca prese il suo nome. Dal 2001 la Biblioteca Comunale ha una sede definitiva: l'ex Convento dei Domenicani, edificio del Seicento.
Biblioteca Pubblica "San Benedetto"Questa biblioteca, fondata nel 1940, si trova nel convento delle Oblate benedettine di Santa Scolastica ma è aperta al pubblico. Presenta circa 26 000 volumi e opuscoli ed è specializzata in Bibbia, Teologia, Patristica, Ecumenismo nella storia della Chiesa.

#### Scuole
Oltre a quattro scuole primarie e a due scuole secondarie di I grado, hanno sede a San Vito dei Normanni il Liceo Scientifico Leonardo Leo e, dall'anno scolastico 2008/2009, l'Istituto professionale "F.L. Morvillo Falcone", sede associata di Brindisi.

#### Museo della Civiltà Rurale
Il Museo della Civiltà Rurale, realizzato dal gruppo di azione locale Altosalento, è stato inaugurato il 21 luglio 2001 ed è attualmente gestito dall'Associazione Culturale “AXAS Onlus”. Il museo, come la biblioteca comunale, è situato all'interno del Chiostro dei Domenicani. Il Museo ospita una raccolta di oggetti d'uso quotidiano ed attrezzi che testimoniano la quotidianità della vita rurale tra il XVIII secolo ed i primi anni cinquanta del XX secolo. Gli utensili riguardano tutte le classi lavoratrici: artigiani, fabbri, falegnami, sellai, arrotini, calzolai e, naturalmente, contadini.

#### Museo diffuso Castello d'Alceste
Nella contrada Castello d'Alceste sono state ritrovate tracce di un villaggio a capanne della seconda metà dell'VIII secolo a.C. e abitazioni a pianta ovale con copertura di materiale deperibile. Ad esse si sovrappongono nel VI secolo a.C. costruzioni con un impianto completamente diverso, che riflettono l'avvento di nuove tecniche costruttive e di un nuovo modo di concepire lo spazio abitativo. Le case di questo periodo sono articolate in più ambienti e presentano complessi sistemi di copertura che fanno uso di tegole.
Il 29 luglio 2009, nell'ambito della Giornata del Paesaggio, è stato inaugurato nella zona il Museo diffuso Castello d'Alceste. Il Museo diffuso, secondo ecomuseo del territorio pugliese, dopo quello di Cavallino è stato realizzato anche grazie al supporto della Fondazione Cariplo-Acri Sviluppo Sud.

### Media
- L'unica emittente radio storica attiva ancora oggi a San Vito dei Normanni è Teleradio Sanvito.
- Un'altra radio operante in città fu Radio CBS, nata nel 1975 e chiusa nel 1982. Ha riaperto come webradio a gennaio 2024 e ha chiuso i battenti nel dicembre dello stesso anno.
- Stampa
  - Il Punto (mensile),
  - L'arcobaleno (bimestrale).

Alcuni film hanno per sfondo ed ambientazione San Vito dei Normanni:
- L'uomo nero di Sergio Rubini, 2009. Buona parte del film è ambientato a San Vito.
- La terra di Sergio Rubini, 2006. Il film è ambientato nella vicina Mesagne, ma alcune scene sono state riprese a San Vito, come l'arrivo in stazione.
- Nel 2001, prima che entrasse in vigore la moneta unica, furono registrati una serie di spot televisivi per l'occasione; ognuno dei quali doveva rappresentare uno dei Paesi dell'Unione europea. San Vito fu scelta per girare lo spot rappresentante la Spagna.
- Il grande botto di Leone Pompucci, 2000. Il film è ambientato nella vicina Ostuni, tuttavia la piazza del paese e il bar dove si muovono i protagonisti sono al centro di San Vito.
- Latin Lover (film) di Cristina Comencini, 2014. Il film narra, in chiave tragicomica, dei complicatissimi rapporti tra le diverse figlie (una francese, una italiana, una spagnola, una svedese e una americana) che un grande attore italiano (la star del cinema mondiale Saverio Crispo, nativo di San Vito) ha avuto da diverse mogli o amanti. La storia, dai risvolti farseschi, si svolge a San Vito dove oltre alle figlie, sono intervenute per le celebrazioni del decennale della morte del famoso attore anche due delle ex mogli.

### Musica

#### Il tarantismo a San Vito

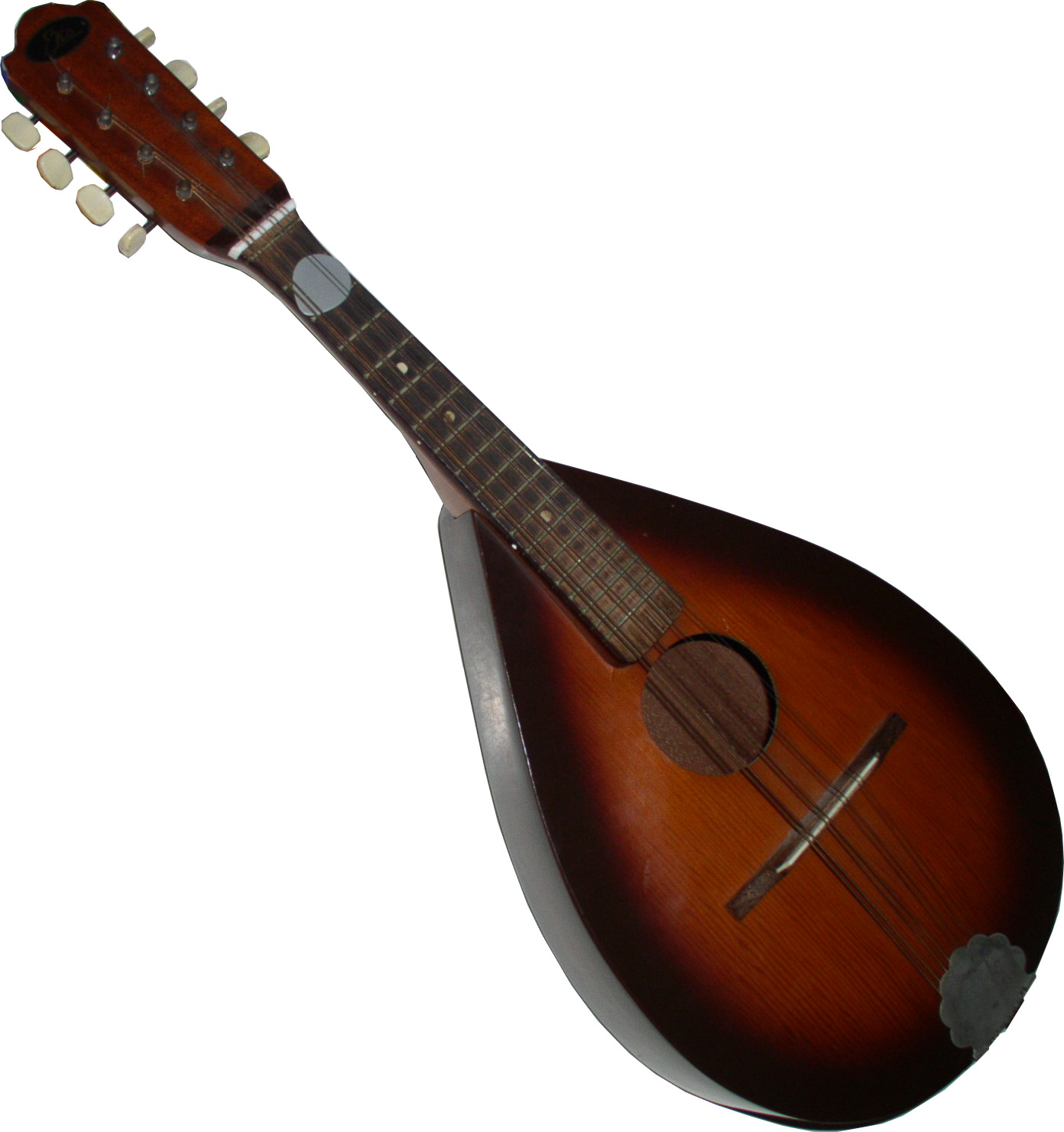
Mandolino

Il culto del tarantismo mescola tradizioni pagane e cristiane in passato si credeva, infatti, che le donne che mostravano forme di isteria, fossero contaminate dalle punture di tarantola. L'unico rimedio conosciuto era quello di ballare ininterrottamente per giorni, in modo che il veleno non facesse effetto.
Attraverso la musica e la danza era, quindi, possibile dare guarigione ai tarantati, realizzando un vero e proprio esorcismo a carattere musicale. Ogni volta che un tarantato esibiva i sintomi associati al tarantismo, i suonatori di tamburello, violino, mandolino, chitarra e organetto si recavano nell'abitazione del tarantato e cominciavano a suonare la pizzica, musica dal ritmo sfrenato. A questo punto il tarantato cominciava a danzare e cantare per lunghe ore sino allo sfinimento. La credenza voleva, infatti, che mentre si consumavano le proprie energie nella danza, anche la taranta si consumasse e soffrisse sino ad essere annientata. La particolarità sanvitese è che si credeva che il tarantato o la tarantata riuscisse a guarire dalla crisi se il ballo si poteva svolgere in acqua (taranta d'acqua).
Alla leggenda popolare può essere in realtà legata anche una spiegazione strettamente scientifica: il ballo convulso, accelerando il battito cardiaco, favorisce l'eliminazione del veleno e contribuisce ad alleviare il dolore provocato dal morso del ragno e di simili insetti. Non è quindi da escludere che il ballo venisse utilizzato originariamente come vero e proprio rimedio medico, a cui solo in seguito sono stati aggiunti connotati religiosi ed esoterici.
San Vito conserva una notevole tradizione di pizzica che, a differenza di quella leccese, si presenta scevra da riferimenti cristiani e con un repertorio terapeutico-musicale riscontrabile solo in questo comune. Si pensi che negli anni cinquanta si potevano contare almeno una trentina di suonatori coinvolti nella cura, di cui una decina costantemente coinvolti nel periodo "epidemico", mentre altri vi si aggiungevano in caso particolari, o se i tarantati erano particolarmente numerosi.

### Cucina
Occorrono: 4 melanzane, 2 uova, 2 cucchiai di formaggio pecorino grattugiato, 20 g di capperi, olive snocciolate, pane grattugiato, olio extravergine d'oliva, sugo di pomodoro.
Dividere le melanzane a metà in senso longitudinale, privarle della polpa e fare soffriggere le "coppe". Preparazione del ripieno: tagliare a dadini la polpa, unirla alla cipolla e cuocerla in l'olio extravergine d'oliva. A metà cottura, aggiungere le olive tagliuzzate e i capperi, e fare insaporire. Aggiungere il sugo di pomodoro, olio e fare cuocere bene. A cottura ultimata aggiungere il formaggio, il pane grattugiato, le uova e lavorare l'impasto. Riempire le "coppe" con il composto, ricoprirle con sugo e mettere in forno già caldo fino a quando sulle melanzane non si sarà formata una leggera crosta dorata.

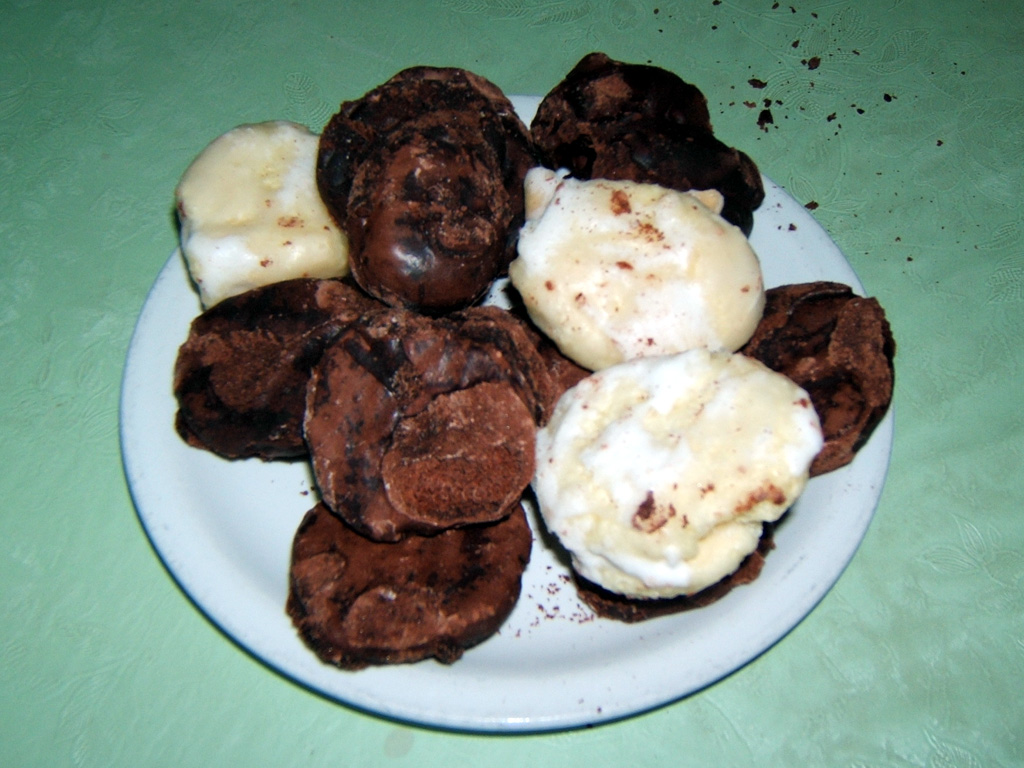
I dolcetti tipici sanvitesi: li mustazzueli

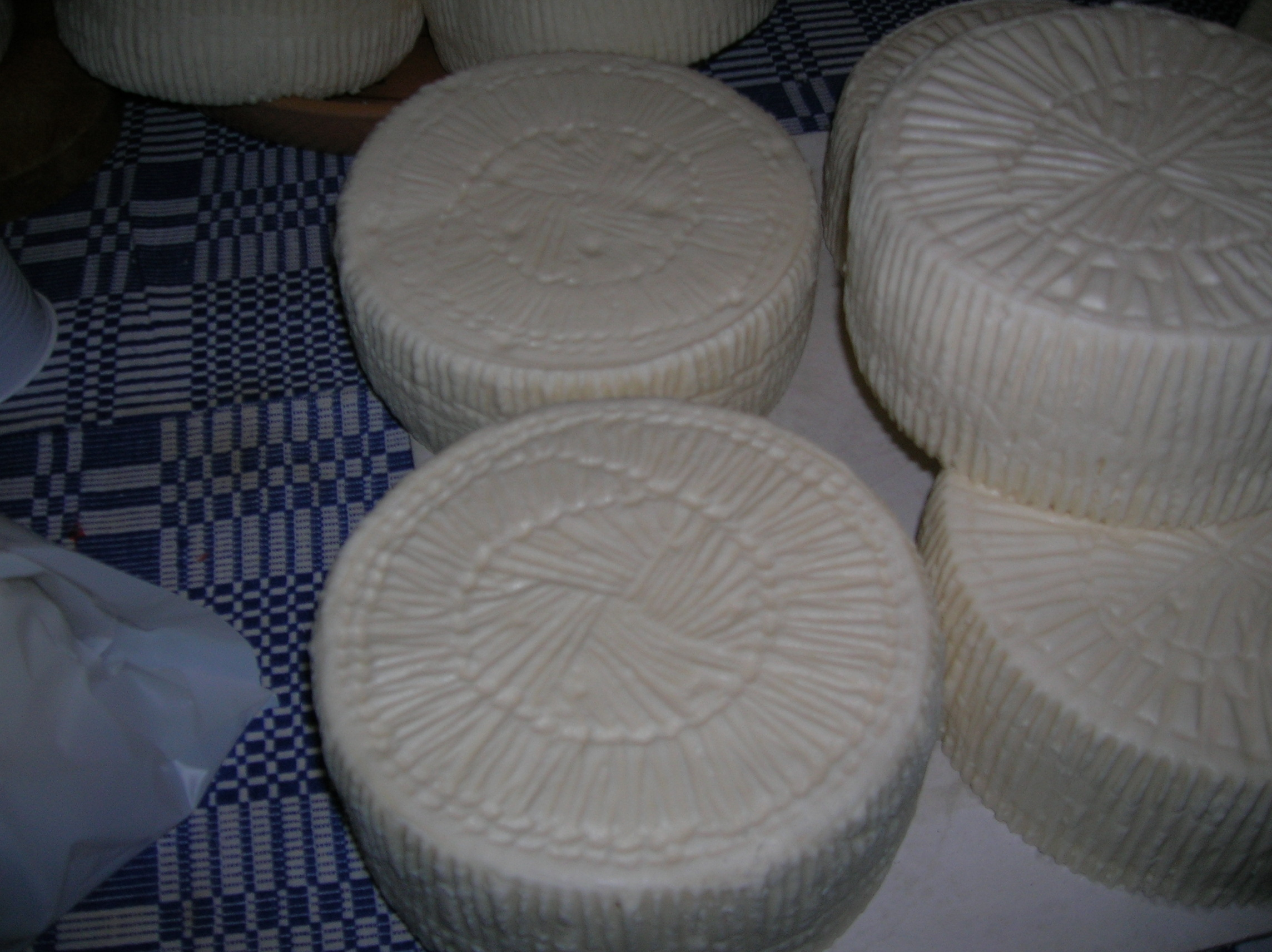
Forme di cacioricotta

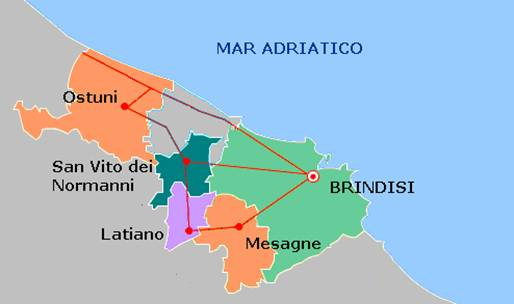
I comuni membri dell'Appia dei vini

La cucina sanvitese consiste in melanzane ripiene (dette maranciani chini) e fave con le verdure (dette anche favi e fogghi). Ne fanno inoltre parte le "frise" con i pomodorini locali, olio e origano, tipico piatto estivo. Da non dimenticare anche "li gnummarieddi" o "turcinieddi", spiedini di carne.
Tra i dolci si possono menzionare i mustazzueli, dolcetti al cioccolato, le Carteddàte dolci natalizi a forma di roselline di pasta sfoglia sottile fritte nell'olio bollente, la cupeta dolce con le mandorle, le pettole pallottole di pasta lievitata molto morbida e poi fritte nell'olio bollente.
Il vino e l'olio: il comune è membro della strada dell'olio Collina di Brindisi e della strada del vino denominata Appia dei vini, di cui fanno parte anche i comuni di Brindisi, Ostuni, Latiano e Mesagne.

#### Bevande alcoliche, distillati, liquori
Latte di mandorlarealizzato mettendo in infusione in acqua le mandorle finemente tritate e spremendo poi le stesse per farne uscire tutto il succo. La regione Puglia ha inserito il latte di mandorla nell'elenco dei prodotti agroalimentari tradizionali italiani.
Limoncelloè un liquore dolce ottenuto dalla buccia del limone e arricchita da acqua, zucchero e alcool.

#### Formaggi
Burrata, cacioricotta salentino, caciocavallo, giuncata, manteca, mozzarella o fiordilatte, pecorino, ricotta, ricotta forte, scamorza, vaccino, Ricotta Salata o ricotta marzotica.

#### Prodotti vegetali allo stato naturale o trasformati
Asparagi sott'olio, capperi sott'aceto, carciofini sott'olio, Cotognata, Cotto di Fico, fichi secchi, funghi spontanei secchi al sole, funghi spontanei sott'olio, lampascioni sott'olio, marmellata di arancio e limone, marmellata di fichi, melanzane secche al sole, melanzane sott'olio, olive schiacciate o cazzate, olive in salamoia, Olive verdi, peperoni secchi al Sole, peperoni sott'olio, pomodori secchi al sole, Pomodori verdi e maturi secchi sott'olio, salsa di pomodoro, vincotto, zucchine secche al sole, Zucchine sott'olio.

#### Paste fresche e prodotti della panetteria, pasticceria, confetteria
Cartellate, Cavatelli, Dolci di pasta di mandorle (pasta reale), Lagane, Orecchiette, Pane di grano duro, Ravioli con ricotta, taralli, Pucce, Uliate, Pane di semola, Pane di orzo.

#### Vino
Nel territorio di San Vito è possibile produrre Aleatico di Puglia Doc, Ostuni Doc, Puglia Igt.
Lungo la Strada Appia dei vini, di cui il comune è membro, esistono varietà indigene di vitigni: le robuste coltivazioni a frutto nero che consentono la preparazione di Negroamaro, Primitivo e Malvasia, alle quali si sono affiancate nel corso degli anni, le coltivazioni dei vitigni a uva bianca.
Malvasia nera di BrindisiSi tratta di un vitigno d'origine greca e delle isole egee, diffuso oggi nella maggior parte dei paesi mediterranei. Il suo vino, chiamato in inglese Malmsey, è dolce. In Italia la sua coltivazione è diffusa dal Piemonte alla Puglia. Vinificato opportunamente, può anche dare un vino bianco secco e, affiancato in uvaggio ad altri vitigni, contribuisce ad arrotondare le caratteristiche del vino stemperandone la spigolosità.
SangioveseVitigno a frutto rosso, tra i più diffusi in Italia, dove concorre, da solo o in uvaggio, a determinare qualità e caratteristiche di decine di vini DOC.
NegroamaroVitigno che a Novoli era chiamato anche “lacrima”, ha una particolare attitudine a produrre rosati per le sue caratteristiche chimiche oltre che per la sua buccia fragile e per la polpa succosa che facilmente lascia gemere il mosto fiore.
OttavianelloVitigno con discreta vigoria vegetativa ed una buona produttività. La foglia è pentagonale, quienquielobata, con la pagina superiore verde bottiglia, glabra, opaca e la pagina inferiore verde chiaro.

### Eventi
- Barocco Festival[36][37]: concerti e incontri inerenti alla musica barocca in onore del compositore Leonardo Leo.

## Geografia antropica

### Urbanistica
Il Comune si sviluppa originariamente intorno al Castello Dentice di Frasso, il centro storico che ancora oggi mantiene la struttura urbanistica antica: case molto basse e viuzze molto piccole.
Durante gli anni settanta del XX secolo San Vito conobbe un secondo notevole sviluppo urbanistico con la creazione della zona 167 nella parte nord della città. Questo quartiere ospita numerosi condomini popolari, ma anche residence e villette.

### Rioni
- Santa Maria della Vittoria
- Immacolata
- San Domenico
- Santa Maria della Mercede
- Santa Rita
- San Vincenzo Ferreri (già zona 167)

## Economia
San Vito dei Normanni è principalmente un centro agricolo e commerciale. Il livello dell'occupazione è al di sopra della media provinciale.
Il valore aggiunto del comune proviene per il 4,56% dall'agricoltura, il 9,36% dall'industria in senso stretto, il 12,29% dalle costruzioni e il 73,76 dai servizi.

### Agricoltura

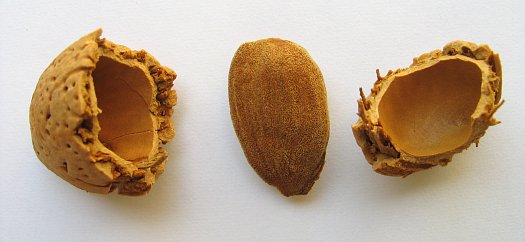
Mandorla

Per quanto concerne il settore primario, la zootecnica non è molto sviluppata e opera con allevamenti di bovini e ovini, l'agricoltura invece conta su un migliaio di piccoli e medi imprenditori che praticano coltivazione intensive di frutta, verdura, mandorle e soprattutto dell'olivo (olea europea) presente sul territorio con diverse coltivazioni da olio.

### Artigianato e industria
L'industria è presente nel territorio con 250 attività industriali e 725 addetti pari al 17,96% della forza lavoro occupata. I settori manifatturieri più importanti sono la trasformazione dei prodotti agricoli (come i carciofi), ma anche la meccanica, il tessile (lavanderia industriale), confezionamento e lavorazione del legno, seguono poi le costruzioni che contano 50 imprese.

L'artigianato conta 300 laboratori e botteghe dove lavorano quasi 700 persone.

### Servizi e turismo

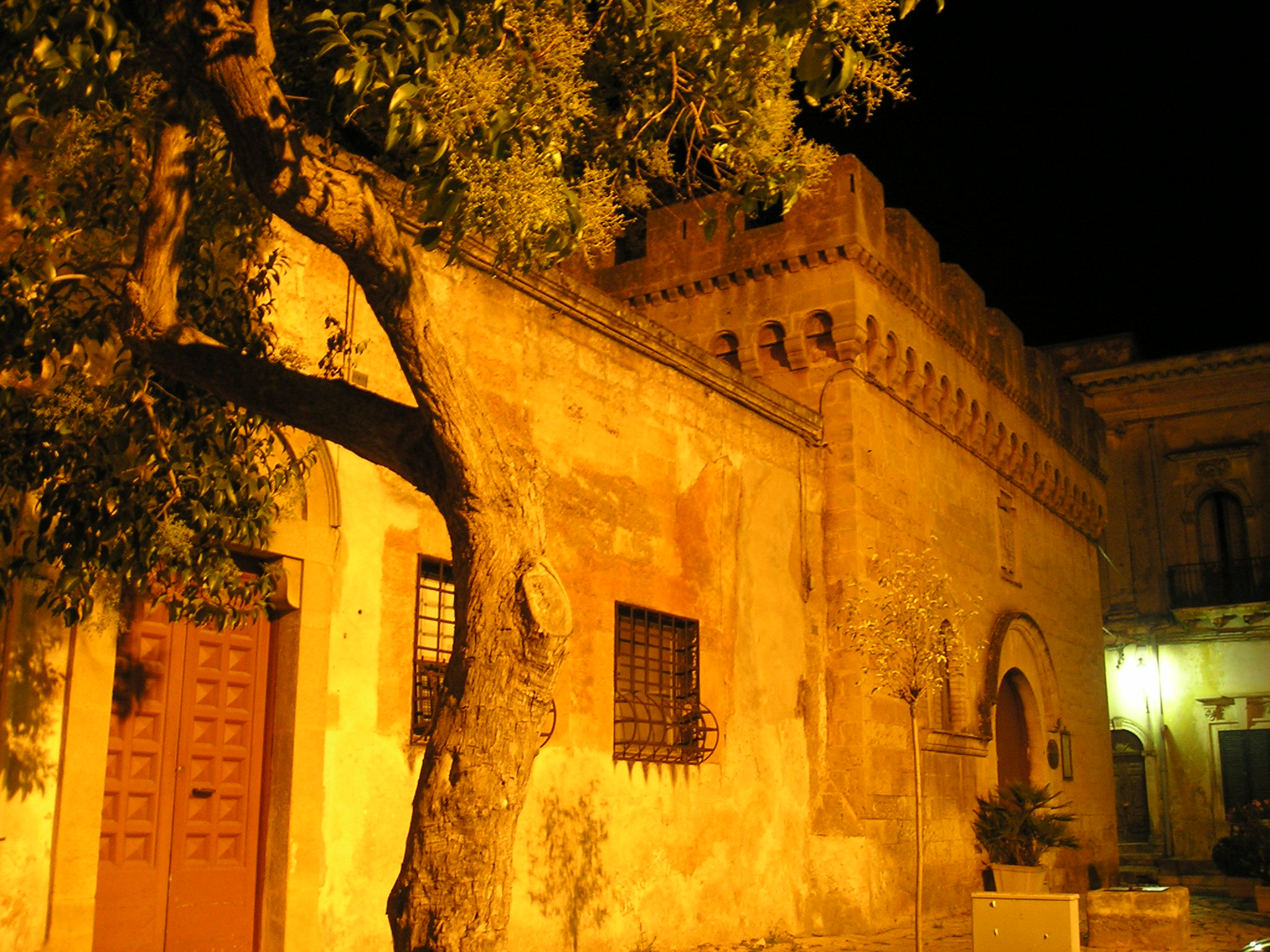
Scorcio del Castello Dentice di Frasso di notte

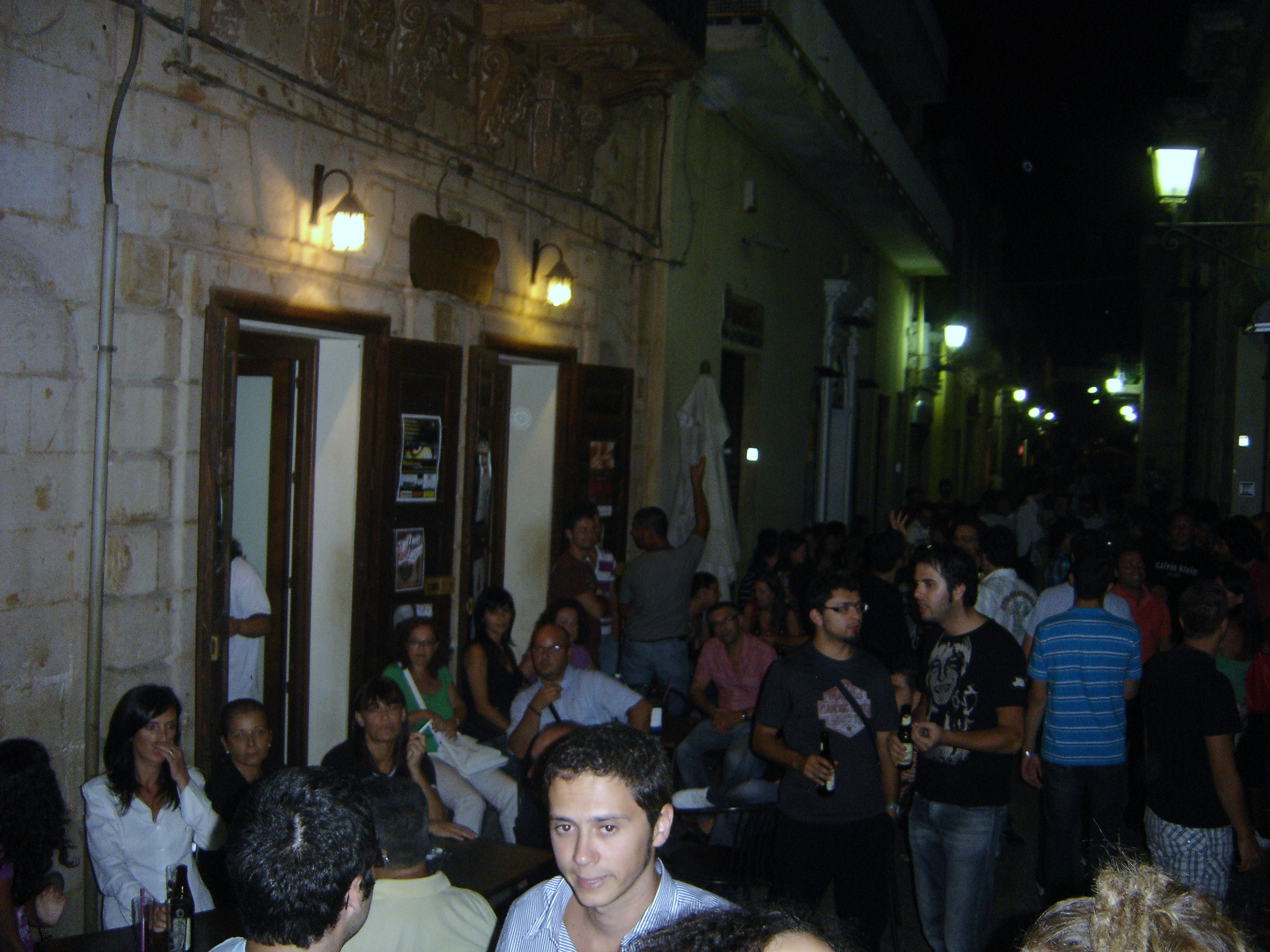
Il corso Leonardo Leo in estate

Il commercio è rappresentato da circa 550 attività che contano circa 1 000 addetti.
L'attività dei servizi è presente con 419 attività e 695 addetti pari al 17,22% della forza lavoro occupata, altre 350 attività di servizio con 965 addetti pari al 23,91% della forza lavoro e 61 attività amministrative con 1 651 addetti pari al 40,91% della forza lavoro. Nel terziario troviamo soprattutto aziende di trasporto e magazzinaggio, nonché agenzie immobiliari.

## Infrastrutture e trasporti

### Strade
Il centro di San Vito dei Normanni è attraversato dalla strada statale 16 Adriatica, che tuttavia risponde alle esigenze del traffico locale, essendo stata soppiantata, per l'intera tratta a nord di Brindisi, dalla più moderna strada statale 379. La SS 16, in particolare, collega San Vito con Carovigno, a nord-ovest, e il capoluogo provinciale, a sud-est. Dal comune si diparte anche l'ex strada statale 605 di Mesagne, ora classificata come SP 98 nel tratto che interessa il comune di San Vito dei Normanni.
San Vito è servita inoltre dalle strade provinciali SP 30 per San Michele Salentino, SP 46 per Latiano, SP 48 per Francavilla Fontana, SP 35 e 36 per le località balneari di Specchiolla e Torre Guaceto. La SP 31 collega il centro cittadino alla SP 29 Ostuni-San Michele Salentino.

### Ferrovie
La stazione di San Vito dei Normanni, lungo il tratto Bari-Brindisi-Lecce della linea Adriatica, sorge a 10 km dal centro abitato, in direzione sud-est, ed attualmente non è attiva.

## Amministrazione
Di seguito è presentata una tabella relativa alle amministrazioni che si sono succedute in questo comune.
| Periodo           | Periodo           | Primo cittadino        | Partito | Carica      | Note   |
| ----------------- | ----------------- | ---------------------- | --- | ----------- | ------ |
| 14 aprile 1946    | 23 settembre 1949 | Vincenzo Trizza        | | Sindaco     |        |
| 24 settembre 1949 | 21 novembre 1950  | Giuseppe Labbruzzo     | | Sindaco     |        |
| 22 novembre 1950  | 27 giugno 1951    | Vincenzo Refolo        | | Comm. pref. |        |
| 27 giugno 1951    | 12 giugno 1956    | Vincenzo Trizza        | | Sindaco     |        |
| 13 giugno 1956    | 27 dicembre 1957  | Vito Leo               | | Sindaco     |        |
| 1º marzo 1958     | 2 settembre 1968  | Nicola Di Gregorio     | | Sindaco     |        |
| 3 settembre 1968  | 25 luglio 1970    | Angelo Cavaliere       | | Sindaco     |        |
| 26 luglio 1970    | 30 ottobre 1974   | Antonio Leo            | | Sindaco     |        |
| 3 novembre 1974   | 3 settembre 1975  | Dante Paladino         | | Comm. pref. |        |
| 4 settembre 1975  | 21 settembre 1984 | Vincenzo Carella       | | Sindaco     |        |
| 26 gennaio 1984   | 17 settembre 1984 | Giuseppe Cisternino    | | Comm. pref. |        |
| 18 settembre 1984 | 24 marzo 1986     | Lorenzo Caiolo         | | Sindaco     |        |
| 25 marzo 1986     | 22 ottobre 1987   | Vincenzo Carella       | | Sindaco     |        |
| 6 novembre 1987   | 24 luglio 1988    | Archimede De Bonis     | | Comm. pref. |        |
| 28 luglio 1988    | 12 aprile 1991    | Lorenzo Caiolo         | Partito Comunista Italiano                                                                                                | Sindaco     | [ 40 ] |
| 12 aprile 1991    | 5 dicembre 1991   | Vincenzo Iaia          | Democrazia Cristiana | Sindaco     | [ 40 ] |
| 5 dicembre 1991   | 26 giugno 1993    | Rosa Stanisci          | Partito Democratico della Sinistra                                                                                        | Sindaco     | [ 40 ] |
| 26 giugno 1993    | 28 aprile 1997    | Antonio Michele Trizza | - | Sindaco     | [ 40 ] |
| 28 aprile 1997    | 28 maggio 2001    | Antonio Michele Trizza | Alleanza Nazionale | Sindaco     | [ 40 ] |
| 28 maggio 2001    | 14 gennaio 2005   | Vito Masiello          | Democratici di Sinistra, Partito Popolare Italiano, lista civica di centrosinistra                                        | Sindaco     | [ 40 ] |
| 14 gennaio 2005   | 5 aprile 2005     | Michele Lastella       | | Comm. pref. | [ 40 ] |
| 5 aprile 2005     | 30 marzo 2010     | Antonio Michele Trizza | Forza Italia, Alleanza Nazionale, Unione di Centro, Nuova Democrazia, Liste Civiche di centrodestra                       | Sindaco     |        |
| 13 aprile 2010    | 17 giugno 2015    | Alberto Magli          | Il Popolo delle Libertà, La Puglia Prima di Tutto, Libertas Democrazia Cristiana, Alleanza per Magli, Alleanza di Centro  | Sindaco     |        |
| 17 giugno 2015    | settembre 2020    | Domenico Conte         | Partito Democratico, Lista Civica - CON TE, Sinistra - NOI a sinistra per la puglia, Lista Civica - San Vito cambia verso | Sindaco     |        |
| 22 settembre 2020 | in carica         | Silvana Errico         | centro-destra | Sindaco     |        |

### Gemellaggi
- Salzwedel, dal 1992[41]
- Louviers, dal 2006[42]

## Sport
- La pallavolo è lo sport cittadino più praticato. La Volley San Vito, fondata nel 1989 da Luigi Sabatelli ha militato in serie A del Campionato italiano di pallavolo femminile. La Cogeir è una squadra di volley maschile e ha militato in serie C del Campionato Regionale di pallavolo maschile. L'Idea Sposa è la squadra di volley femminile e milita nel campionato Regionale di serie D.
- Per quanto concerne il calcio la principale squadra fondata nel 1923, Unione Sportiva San Vito milita nel campionato di Prima Categoria[43], mentre un'altra società fondata nel 2008, l'USD Atletico Azzurri Santa Rita milita nel campionato di Seconda Categoria[44].
- Il Nuoto è rappresentato dalla società Polisportiva Delfinia che, con i suoi atleti, ha ottenuto ottimi risultati anche a livello nazionale.[45]
- Ben sviluppate a livello giovanile sono anche la società di jūdō A.S.Judo San Vito, l'ASD Maran Sport di ginnastica presente da oltre 25 anni sul territorio con attività di base e agonistica,[46] la società A.S.D. Ginnastica Normanna[47].
- Nel 2006 ha avuto sede a San Vito la squadra di football americano dei Dragons San Vito, in precedenza basata a Brindisi e trasferita l'anno seguente a Lecce a seguito di fusione con gli Spiders Salento.

### Impianti sportivi
- Palazzetto dello Sport "F. Macchitella" presenta all'esterno un campo di calcetto, un campo di pallacanestro e due campi da tennis aperti al pubblico; mentre all'interno presenta un campo da basket e di pallavolo. Realizzato negli anni settanta, è stato oggetto di un allargamento dovuto alla crescita delle realtà sportive, soprattutto nel caso della pallavolo.
- Campo sportivo "E.M. Citiolo", presenta due tribune di cui una coperta.
- Campo sportivo "A. Vasta". Realizzato negli anni novanta nel quartiere 167.
- Circolo Tennis posto fuori città, presenta due campi da tennis.
- Karting club dei Saraceni SS 605 San Vito-Mesagne

## Galleria d'immagini

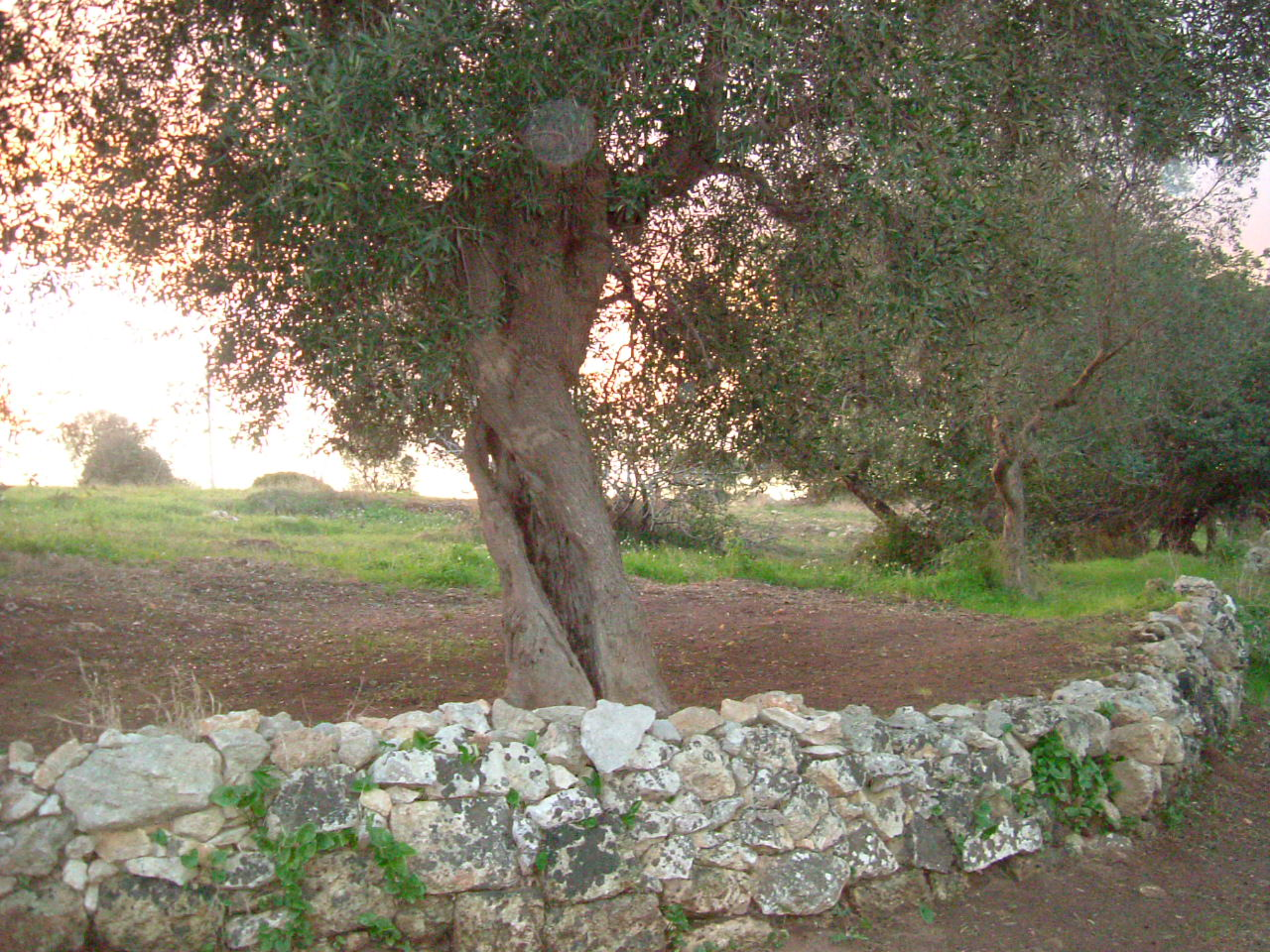
Scorcio della campagna sanvitese
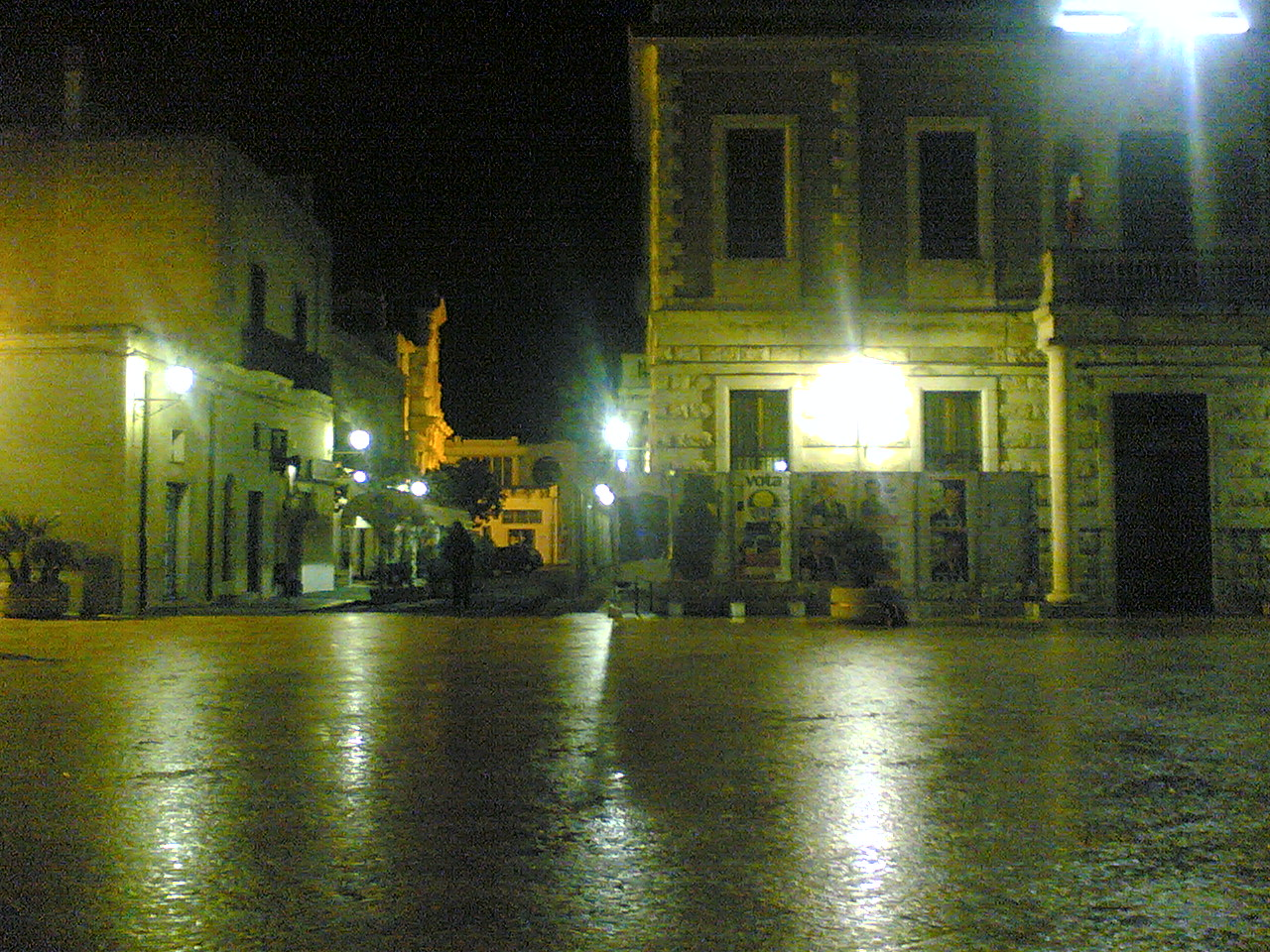
Piazza Leonardo Leo di sera
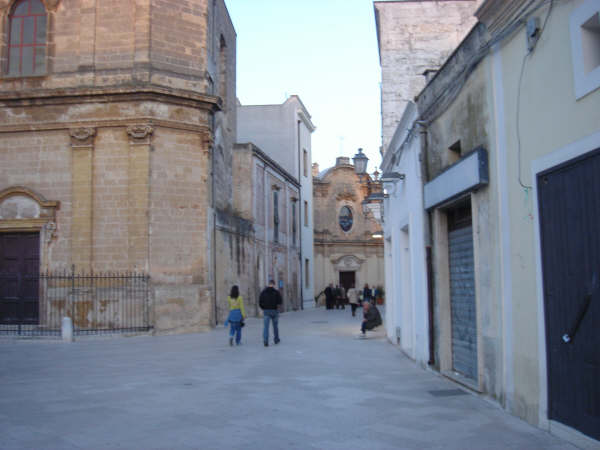
Parte iniziale di Corso Leonardo Leo
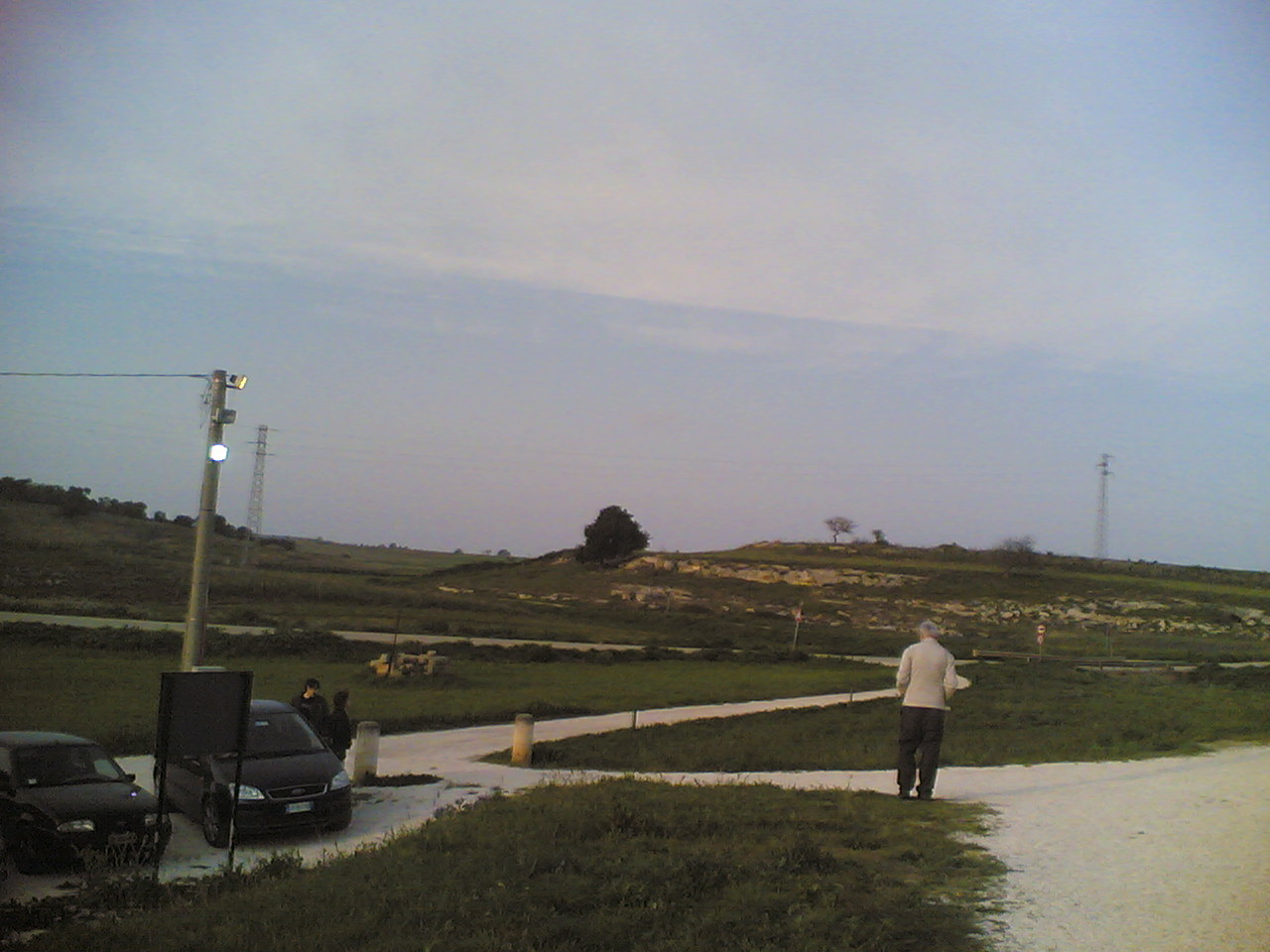
Campagna nei pressi delle grotte di San Biagio
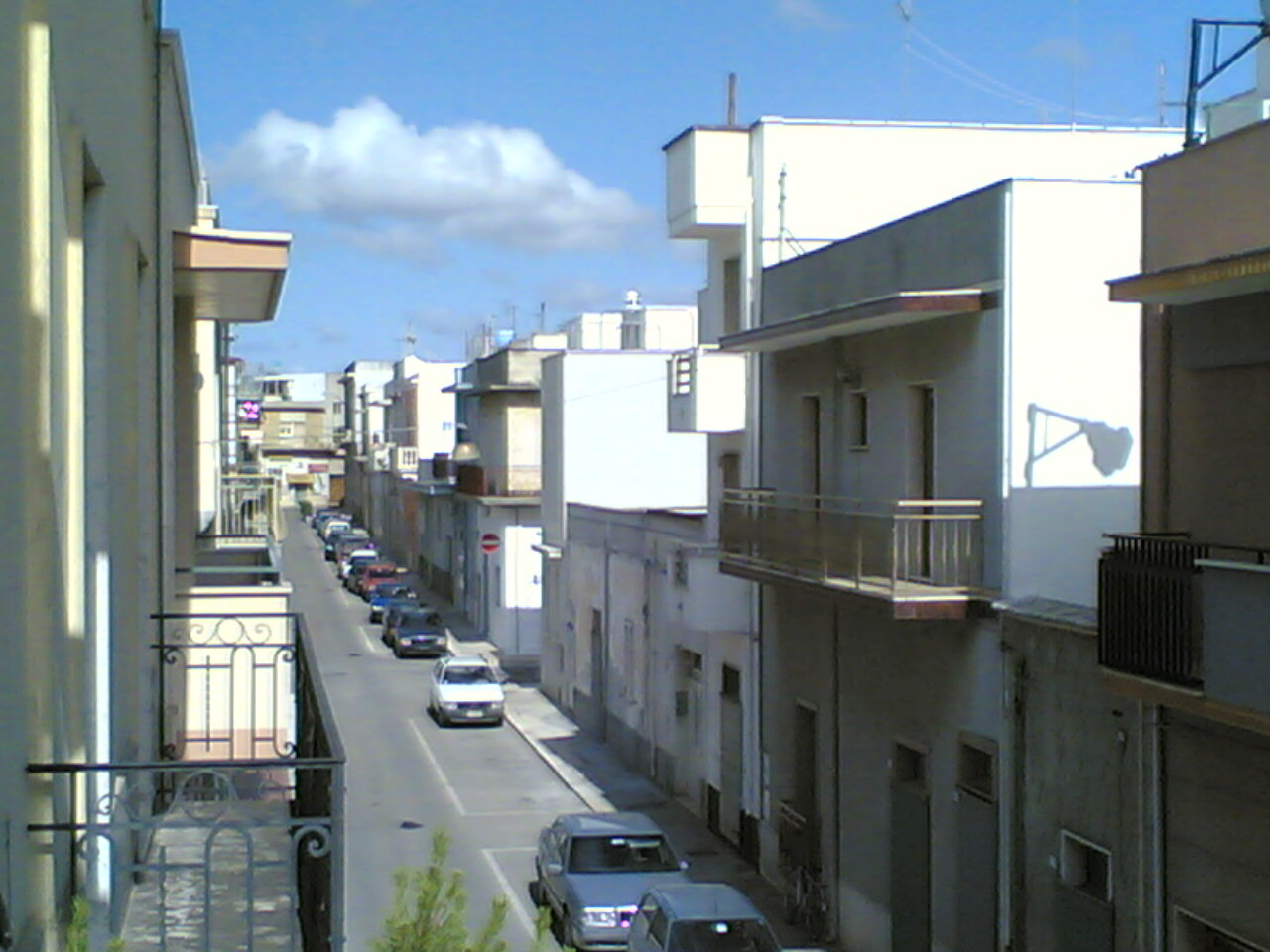
Una via residenziale di San Vito, con le tipiche rezze sugli usci
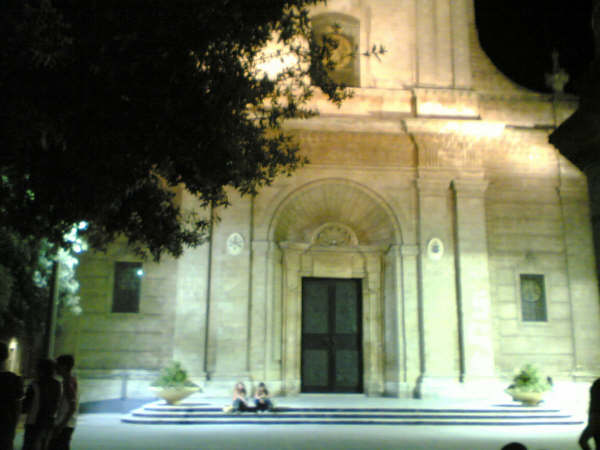
La Basilica Santa Maria della Vittoria (Chiesa Madre)
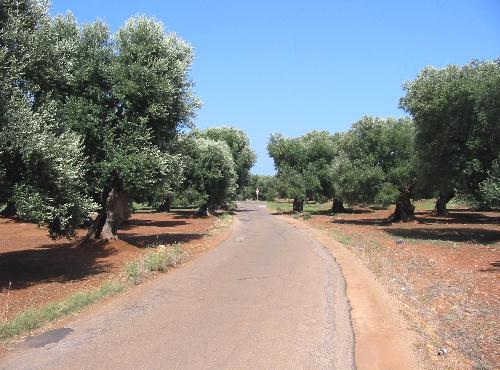
La strada che collega San Vito a Torre Guaceto
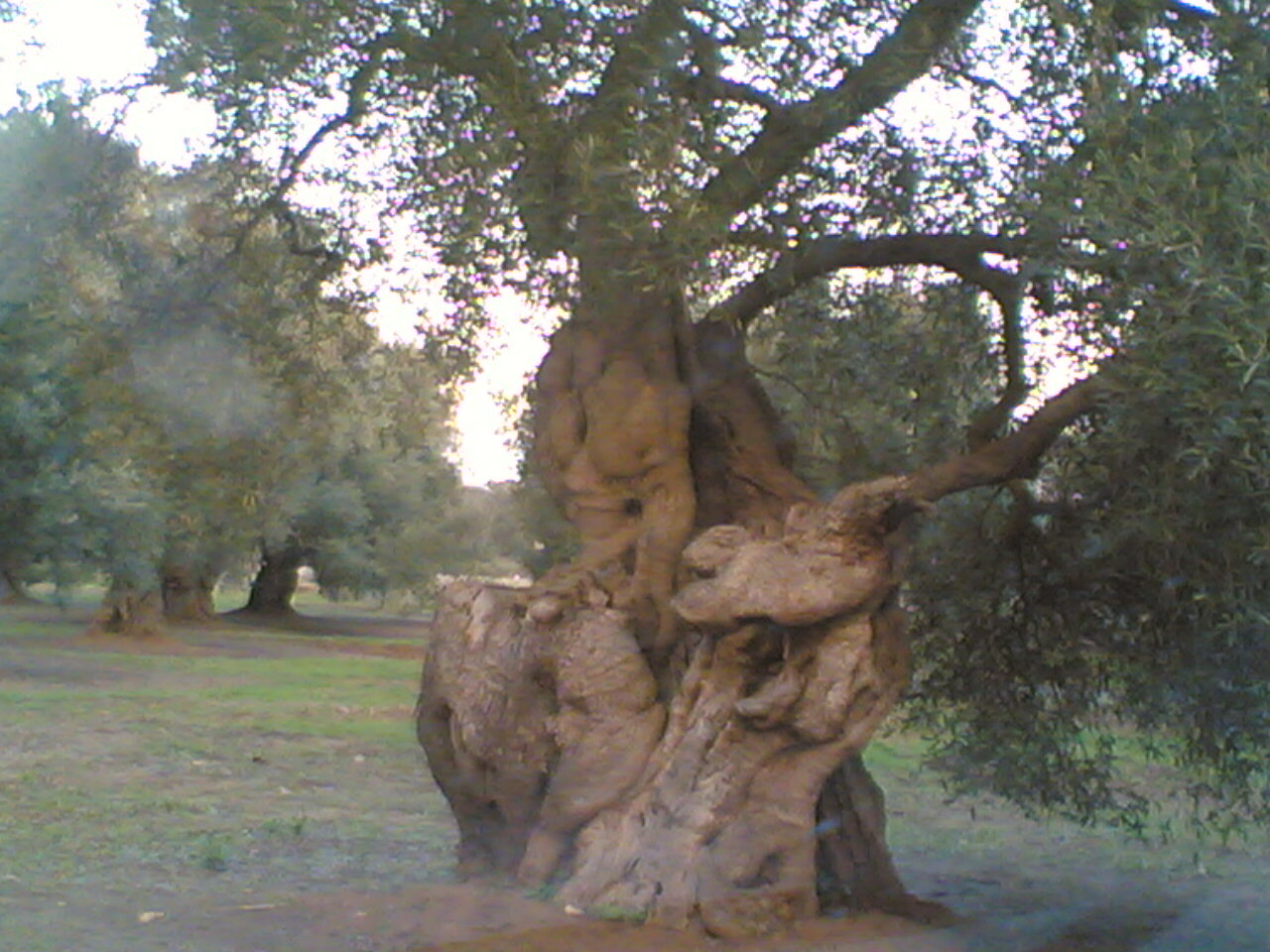
Tipico ulivo secolare